# Історія села Рунгури
Рунгури, також Рунґури (в 1946—1993 роках — Новомарківка) — село в Україні, в Печеніжинській селищній територіальній громаді Коломийського району Івано-Франківської області. Засноване в гуцульському регіоні на Прикарпатті, воно було частиною Речі Посполитої, а з 1772 року — Австрійської імперії. Село пережило економічний розвиток, пов'язаний із солеварінням та нафтовидобутком. У ХІХ століті Рунгури були осередком культурно-освітньої діяльності. У період Першої світової війни та польсько-українських воєн село зазнало значних руйнувань, а під час Другої світової війни було майже повністю знищено. Після війни, під радянською владою, село перейменували на Новомарківку, та відбудували. В 1993 році, після звернення мешканців до Верховної Ради України, селу було повернуто історичну назву.

## Заснування
Перша писемна згадка про село Рунгури датуєуться 1579 роком. В історичному документі, де вперше згадується цей населений пункт, записано свідчення про те, що польська влада наклала податки на його мешканців. Зазначено, що на той час у селі проживало не менше 10 родин, а також існував маєток «панів із Тенчина», про яких відомо тільки те, що протягом століття прізвище Тенчинський зникає з ужитку:5. Звідси можна припустити, що Рунгури виникли раніше, ніж 1579 року адже вже були заселені мешканцями, хоча і в невеликій кількості. Однак в історичній науці прийнято вважати датою заснування населеного пункту першу згадку про нього в документах, тож за цією традицією і за сучасними даними Рунгури веде свій початок з 1579 року.
Згідно з першою письмовою згадкою в джерелах Рунгури вважається старшим за більшість неселених пунктів сучасної Печеніжинської територіальної громади, таких як Малий Ключів (1592 р.), Молодятин (1631 р.), Марківка (1646 р.), Слобода (1646 р.), Дем'янівка (1648—1670 рр.):15. Однак воно є молодшим за Печеніжин (1443 р.):9, Княждвір (1461 р.), Кіданч (1446 р.):172 та Сопів (1389 р.):167. Так, протягом XV—XVII ст. на Печеніжинській землі з'явилося сім сіл, включаючи Рунгури. Вони усі разом сформували т. зв. «Печеніжинський ключ»:16.

## Походження назви
Походження назви села Рунгури достеменно невідоме. Щодо цього існують різні версії. Найбільш поширені з них стверджують, що: а) Рунгури походять від латинського слова «runqere (рунгаре)», що має схоже значення зі слов'янськими словами «пасічна» або «чертеж»:15. Доказом цієї версії може слугувати топонімічна назва галявини «Чертеж», що розташована в горішній частині села, в урочищі Золотий, де колись почали оселятися перші мешканці села; б) з праць Ю. Канигіна «Шлях аріїв» (2004 р.) чи Л. Силенка «РУНВіра» (1979 р.) можна припустити, що назва Рунгури може бути інтерпретована як «світлі гори»:237; в) варіантом походження назви села деякі дослідники вважають ім'я першого поселенця Рунгура або Рунгера тощо:237. Свідченням цього може бути походження назв сусідніх сіл, таких як Марківка, названа на честь першого поселенця — козака Марка, або Дем'янівка (тепер урочище в с. Молодятин), яка скоріше всього пов'язана з іменем першопоселенця Дем'яна.
Цікаво, що в документах XVI—XVII ст. село іноді називають «Рунгери» або «Рунгари», а найменування «Рунгори» можна зустріти й у пізніших записах. Також варто звернути увагу на ділення назви села на дві частини, наприклад, Рун (від руно) + гори, Рівно + гори чи Рун (світло) + гори тощо:26.

## У складі Речі Посполитої

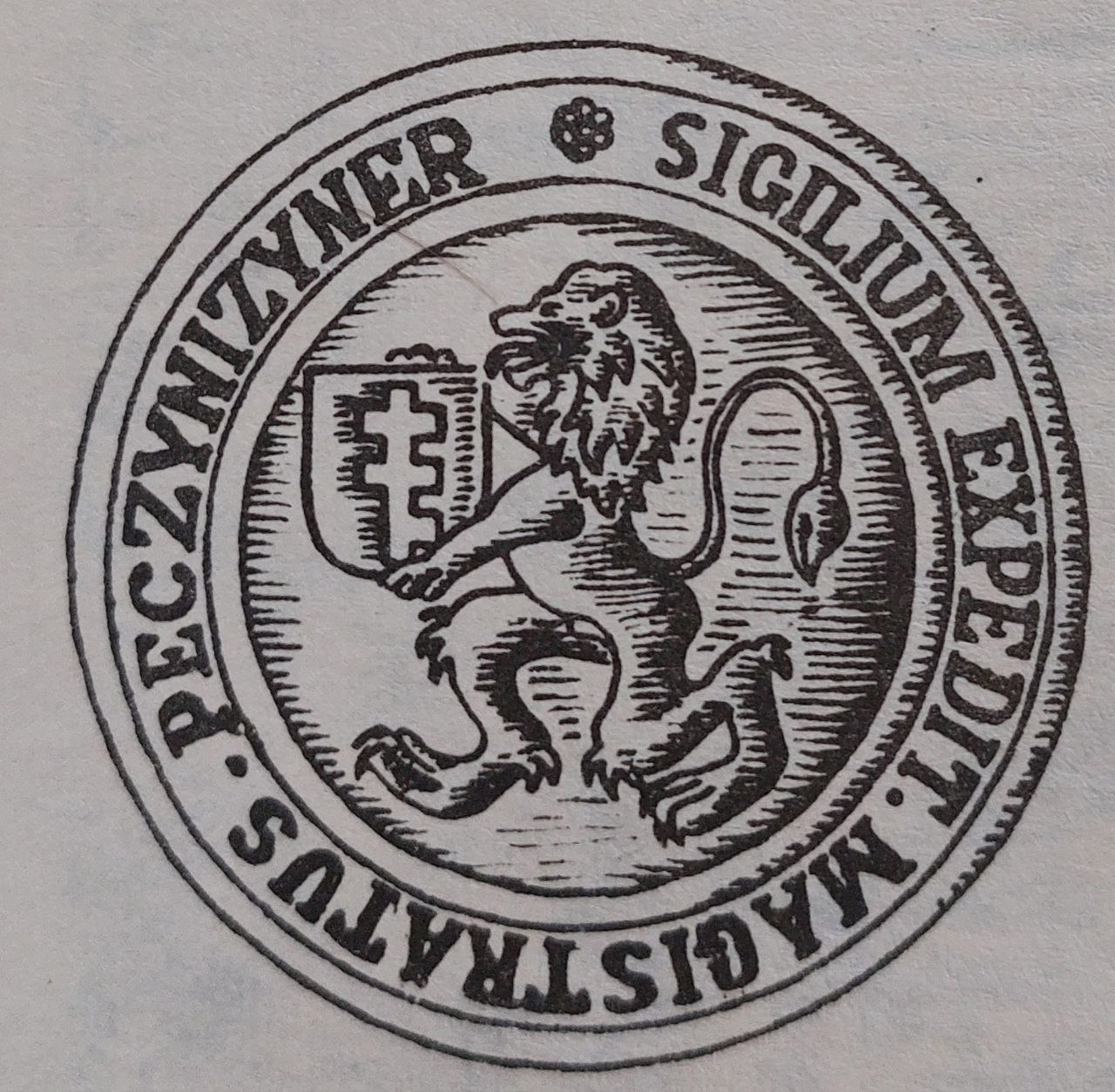
Печатка Печеніжина після отримання магдебурзького права у 1766 р.

Село спочатку заселялося з горішньої частини. Перші мешканці, як свідчать перекази, були втікачами від татар та оселялися у більш віддалених місцях, захищених природнім масивом, таких як урочища Золотий, Сухий і Петрічєва. Прибувши на нові землі, господарі розчищали й викорчовували лісові ділянки під облаштування полів для вирощування сільськогосподарських культур. Зважаючи на невелику плодючість рунгурських ґрунтів, основним джерелом достатку мешканців стала худоба, зокрема вівці. Селяни, крім м'яса та молока, отримували теплу шерсть, з якої виготовляли одяг та різні шерстяні тканини. З овечої шкіри вироблялися постоли та інші шкіряні вироби. Для випасання та заготівлі кормів на зиму першопоселенці очищали букові угіддя, створюючи пасовиська:27.
До 1637 року печеніжинські землі, до яких відносились і Рунгури, перебували у володінні двох братів — Станіслава та Іоана Шапаровських. Однак у 1637 році через невідомі причини володіння Печеніжинським ключем було передане польською короною Станіславу Потоцькому як дарунок «за заслуги». Під владою Потоцьких мешканці Рунгурів стали кріпаками, обтяжені різними повинностями. Крім сплати грошових чиншів та данини натурою, селян змушували виконувати відробітки панщини. Піддані панського маєтку були змушені пасти отари овець та свиней. «Пасуть вівці цілий рік і свині, особливо як вродить на Буковині жир (т. зв. буковий горішок), будуючи там собі кошари, іншими словами, обори для житла»:19 або працювати на солеварнях чи панських господарствах:21. Жителі села реагували на соціальний гніт скаргами та втечами від феодалів але це не поліпшувало їхнього становища. Польсько-шляхетський тиск змусив маси селян брати до рук зброю в період Національно-визвольної війни українського народу під проводом Богдана Хмельницького в середині XVII століття[джерело?].
Уже восени 1648 року на Прикарпатті спалахнуло народне повстання під проводом полковника Семена Височана. Він зібрав армію з близько 15 тисяч чоловік, серед яких було чимало мешканців Коломийщини. Загін С. Височана, що налічував 400 озброєних повстанців у тому ж році взяв та зруйнував замок Станіслава Потоцького в Печеніжині. Чи брали повстанні участь рунгурські селяни невідомо, проте збереглися місцеві легенди, які вказують на їхню участь в козацько-селянській армії (як відомо, відбулося покозачення селянства) — Кузенка, Андріяшка та Боднаренка:37.
Селянські повстання проти феодального гніту не призвели до успіху, соціального визволення селянства. Шляхетська влада продовжувала збільшувати грошові податки і оброки. Пояснювалося це тим, що державна скарбниця Речі Посполитої наприкінці XVII — в першій половині XVIII ст. спустіла через руйнівні війни. Найбільше інформації про кріпосні обов'язки селян можна знайти в оредному договорі, укладеному в 1722 р. між коронним стражником Павлом Баное та Йосифом Андрієм Тишковським. Вартість такої оренди Тишковським обійшлася в 52 тисячі злотих. Завдяки цьому орендному договору можна побачити картину соціально-економічного становища селян на 20-ті рр. XVIII ст.:37.
Станом на 1722 р. у Рунгурах (без хутора Слобода-Рунгурська) було 42 господарства (загалом у Печеніжинському ключі — 228 господарств), з них 36 були тяглих (селяни, які мали волів або коней), а шість — піших (селяни, що не мали жодного тягла). 23 господарства мали по два воли, це були т. зв. «напівплужні» селяни, шість — по чотири воли, а три — по шість волів. Щодо кількості дворів у Печеніжинському ключі, то Рунгури поступалися лише Печеніжину, який налічував 101 господарство, з яких 65 були тягловими:37.
Рунгурські селяни регулярно виконували «дводенну панщину», тобто працювали два дні на тиждень від св. Петра до Покрови та один день на тиждень від Покрови до св. Петра. Іноді випадало, що їм доводилося виконувати панщину чотири дні на тиждень. Загалом панщина на рік становила 52–104 дні. У своїх реєстрах пани вимагали, щоб селяни виходили на панщину о сьомій годині ранку і закінчували роботу із заходом сонця, встигнувши за цей час, наприклад, обмолотити 60–70 снопів. Такі дії дозволяли феодалам забезпечити повний обробіток своїх володінь. У сумі на всіх мешканців Рунгурів на рік назбирували 3300 днів панщини, вдвічі більше, ніж у сусідніх селах Печеніжинського ключа (наприклад, у Печеніжині — 1692 дні). Крім того, всі рунгурські селяни змушені були заплатити два злотих чиншу на рік. Півплужні селяни платили до 10 злотих на рік, а повноплужні — до 15 злотих. Згідно з орендним контрактом 1722 р., Рунгури і Слобода повинні були виконувати також «підводну» повинність, возити пану на рік три бочки солі на 12 миль, або віз дров для панського двору чи його солеварень. Якщо селянин не міг виконати «підводну» повинність, то платив чинш в розмірі 4 злотих. Піші селяни, які не мали тяглової худоби, виконували 52 дні панщини на рік, а також додаткові 12 днів на рік за заорки, обкоси тощо:37.
Селяни Рунгурів здавали данину від свого господарства. Щорічно кожен двір віддавав данину, яка включала дві курки, 12 яєць, один–два вози сіна, сім пасм прядива в мотовидлі до панського маєтку. Також селяни давали горщик горіхів або віз дров, в залежності від урожаю. Були також різні десятини, такі як 10-й вулик, 20-та вівця, 15-та коза. За кожну свиню селянин платив 6 злотих, а від підсвенка — 3 злотих. Жителі Рунгурів по черзі виконували сторожу, при цьому в кожному дворі повинно було бути по два сторожі. Усі рунгурські селяни виконували шарварки. Якщо ж двору були потрібні драниці, то мешканці змушені були їх продавати по два злотих за 100 шт.:37.
Найзаможнішими селянами в Рунгурах на 1722 р. були Лука Калінін, Прокіп Лукашів і Андрус Сава, які мали по шість волів. Ймовірно, вони збагатіли, орендуючи у панів солеварні вежі. Однак у селі проживали також убогі селяни, комірники, які були змушені виконувати 12 днів різних робіт та сплачувати грошову й натуральну данину:37.

Рунгурські селяни нерідко скаржилися на управителів панських маєтків. Проте ці скарги залишилися без відгуку, що, зокрема, яскраво видно на скаргах рунгурських селян до шляхтича Йосифа-Андрія Тишковського. Після того, як Йосиф та Олександр Тишковські орендували Печеніжинський ключ, Рунгури одразу були віддані в оренду лихварю Іллі. Новий власник швидко здобув собі погану славу серед мешканців, намагаючись збагатитися за рахунок відібраних селянських земель. Скривджені селяни сподівалися на допомогу в попереднього власника, Йосифа-Андрія Тишковського, звертаючись до нього із скаргами на нового орендаря, Іллю. Проте Й. Тишковський проявляв байдужість до своїх кріпаків, що видно з листа 15 жовтня 1722 р. до яблунівського губернатора Колендовського. У листі, зокрема, Й. Тишковський писав: 
«Не можу позбутися моїх власних рунгурських підданих, які часто приносять до мене скарги. Мої власні рунгурські селяни скаржаться на безбожного єврея Ілька, який дуже порушує контракт й інвертар, складений паном галицьким писарем»:90.
Попередній власник Рунгур Павло Баное в договорі про оренду попередив орендаря, щоб той не змушував людей до інших повинностей, крім тих, які вони вже виконували, бо в іншому випадку піддані підуть геть. Тож уже в листі від 15 квітня 1729 р. Й. Тишковський звернувся до Колендовського із занепокоєнням щодо поведінки орендаря Іллі, боячись втратити селян, яких потім буде складно знову зібрати до свого маєтку:90. Проте в подальшому Й. Тишковський припинив приймати скарги від місцевих мешканців, пояснюючи це тим, що він вже не має жодного відношення до маєтку, оскільки він орендований. Селяни, знаходячись у безвихідному становищі, почали надсилати свої скарги аж до самого урядника. Останній, звертаючись до Й. Тишковського, вимагав заборонити звертатися до нього зі скаргами. Й. Тишковський так описував скарги селян: 
«Хлопи, яких побачив перед самим паном стражником у Винограді, склали скаргу на єврея Іллю, що їм велику кривду чинить, грунти відбирає і їх самих зневажає. Стражник, коли я до нього приїхав, так мені сказав, щоб їх (селян-скаржників) вилаяв і наказав геть піти, щоб більше до нього і до його підстарости не приходили; тих хто вперто домагається, наказав шляхті видати»:90.
Мешканці села не досягли своєї мети скаргами і продовжували терпіти знущання орендаря Іллі:90. Поміщики звертали увагу на селянські скарги лише тоді, коли загрожувала втеча селян. Так, через соціально-економічні причини в 20–30-х рр. XVIII ст. спостерігалися масові втечі селян Рунгур і всього Печеніжинського ключа:90.

За цих умов стає зрозуміло, звідки виник опришківський рух у Рунгурах, через нестерпний соціальний гніт місцевого селянства і неможливість правових механізмів для захисту простолюду. Першими відомими рунгурськими опришками були три брати Жолоб'єки (Жолоби) — Гринь, Івась та Федір. Вони діяли в загоні Івана Пискливого, чия активність припадала на період між 1703 та 1712 рр. Відомо, що під час одного вдалого нападу на Косів Ф. Жолоб очолив ватагу І. Пискливого. Видатний український громадсько-культурний діяч Г. Хоткевич писав: 
«І в него у Пискливого, був такий постановок, що над волохами волох отаман, над усєкув бранжов — свій. А над гуцулами був за ватажка Федь Жолоб. Юха був хлопец!»:100, 101.

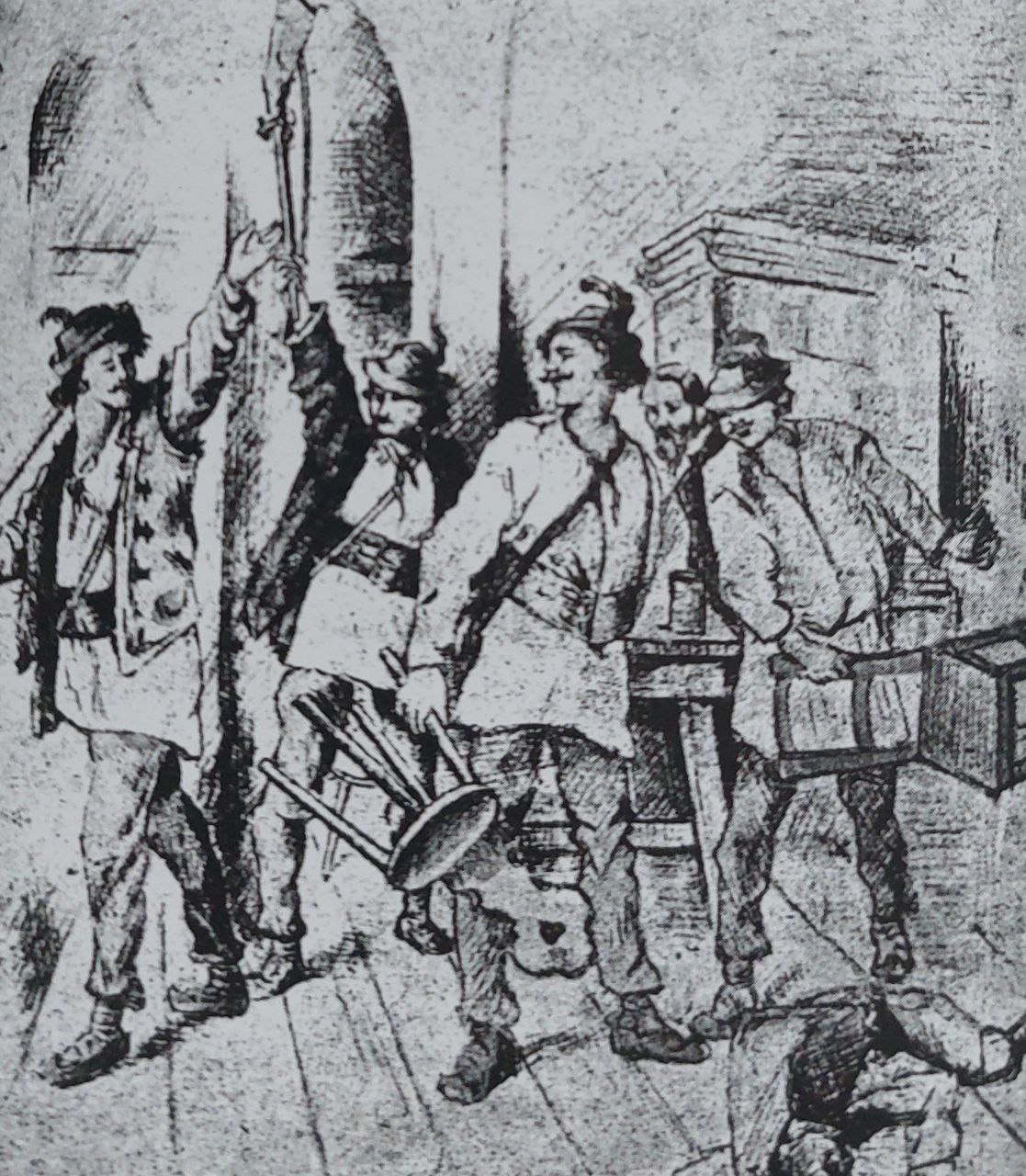
Гравюра «Довбуш у марківській корчмі»

Найбільш відомий опришок Олекса Довбуш народився в 1700 р. на хуторі Бобичів, який тоді належав Рунгурам, а пізніше був викуплений печеніжинськими господарями. Документально підтверджено, що в 1739 р. збіднілий Василь Довбуш разом зі своєю сім'єю перебував у комірника Гаврила Твердюка, що проживав в урочищі Калинник у Печеніжині. Є свідчення того, що Довбуші походили з Рунгур. 
У документі під назвою «Декрет старших земських у справі інтересу Солотвина» йшлося про те, що «між опришками в 1738 р. було всього шість чоловік: Дранки — два брати з Дори, Довбуші — два Олекса і Іван з с. Рунгур, Смикайло і Семен Ігнатюки — з с. Порогів»:88. 
Успіху в боротьбі з польською шляхтою у 30-х рр. XVIII ст. загін О. Довбуша був забов'язаний підтримці селян Печеніжинського ключа. Ймовірно, рунгурські селяни також допомагали опришкам харчами та притулками. Проте немає жодних джерел, які безпосередньо вказували б на участь рунгурських людей в загоні О. Довбуша. Місцеві легенди переповідають, що свої незлічимі скарби О. Довбуш заховав сáме в Рунгурах, на місці перетину двох річок:51.
Опришківський рух продовжувався і в 50-х рр. XVIII ст., після смерті легендарного ватажка О. Довбуша. Відомо, що загін опришка Івана Бойчука здійснив успішний напад на Рунгури. Це викликало паніку серед польської шляхти, і в 1759 р. вона активізувала тут свої каральні загони. Можливо, в той час у Рунгурах були знищені деякі феодальні маєтки. На це, зокрема, може вказувати назви рунгурських урочищ «Дворище» та «Городець», що, як варіант, походять від панських дворів, які, можливо, колись існували на цих місцях:232.
Процвітав у Рунгурах за часів Речі Посполитої і солеварний промисел. З соляного росолу рунгурські кріпаки, в обов'язки яких входило працювати на панських солеварнях, випаровували якісну кухонну сіль. Цю сіль збували польські можновладці на європейських ринках, що значно збільшувало їх статки. Тож поміщикам було вигідно розвивати солеварний промисел у Рунгурах. Для цього вони надавали різні пільги, заохочуючи переселенців оселятися в Рунгурах. Наприклад, грамотою 1722 р. Рунгури були звільнені від сторожової служби при Печеніжинському замку:142. На початку XVIII ст. в Рунгурах працювали дві солеварні. Одна з них знаходилася в урочищі «Болшива» і мала три вежі та три черни для випаровування соляного росолу. Друга солеварня розташовувалася в урочищі «Боянка» і мала дві вежі. У 1728 р. власниками солеварні в «Боянці» були Кухаровські. Навколо ропних веж виникали так звані «соляні поселення», де проживали власники солеварнь та їх працівники. І дотепер у цих місцях рунгурські мешканці знаходять предмети побуту, черепицю, цеглу тощо:46.
У 1766 р. Печеніжин отримав магдебурзьке право, тобто право на самоврядування, що позитивно вплинуло на сусідні Рунгури. Печеніжин отримував привілеї на розвиток торгівлі, що дозволило проводити 12 великих ярмарків на рік. Завдяки цьому рунгурські селяни отримали можливість активно торгувати з купцями з Поділля та Молдавії, що дозволило значно розширити економічні можливості селян:30.
Водночас не оминули Рунгури нападів кримських татар і турків, що були характерними для Галичини в XVII ст. Ці напади мали серйозний вплив на економіку краю. Внаслідок постійних руйнувань Коломиї та околиць кримськими нападниками торгові шляхи, якими селяни Печеніжинського ключа возили сіль за Дністер та до Наддніпрянської України, занепали. Кримські татари проявляли інтерес до здобуття ясирів. Легенди свідчать про те, що в Рунгурах у XVII ст. знаходилася церква в горішній частині села. Під час чергового нападу татар місцеві мешканці втекли в ліс, а старші та нездатні сховалися в церкві. Татари, розлючені тим, що не здобули ясиру, підперли двері церкви та підпалили її. Сьогодні на місці колишньої церкви люди знаходять цвяхи, залишки свічок, хрестики та ін.:31.
Про присутність татар у цих місцях свідчать топонімічні назви кутків, урочищ. Наприклад, урочище, яке називають «Клопета», отримало свою назву від слова «клепати», оскільки там стояла сторожа, яка в разі виявлення татарської загрози починала бити в клепала. У сусідньому селі Марківка є гора Варатик, яка, ймовірно, отримала свою назву від слова варта. Вартові, які там стерегли, чи не наближається татарське лихо, в разі загрози попереджали місцевих мешканців про наближення ворога. У Слободі-Рунгурський (тепер — село Слобода) є ліс, який зветься «Татарські звори». Досліджуючи ці місця, краєзнавець Й. Шнайдер переконував, що через міжгір'я в Слободі-Рунгурській татари переходили до Делятина, звідти через долини Пруту до Татарова (звідки й назва села) і далі дорогою з Яблуниці, що на картах визначалася, як «Татарський пас», до Угорщини. У Рунгурах та Слободі також зустрічається прізвище Татарчук, що може свідчити про те, що татари тут не лише грабували чи брали ясир, але, можливо, залишалися тут мешкати та засновувати свої родини:31–32.
Ще одним лихом для села були часті пошесті та хвороби. Відомо, що через цей край проходили епідемії чуми в 1652, 1709, 1760 і 1772 рр. Село також страждало від повеней, посух, морозів, саранчі, мору та голоду. Такі трагедії згубно позначилися на мешканцях села, проте село зуміло пережити ці випробування та не зникнути, продовживши своє існування:33.
Таким чином, починаючи з першої згадки про с. Рунгури в письмових джерелах (1579 р.) та до першого поділу Речі Посполитої (1772 р.), коли село перейшло під владу Габсбургів, місцеві жителі проявили стійкість і волелюбність. Вони зберігали свою ідентичність у протистоянні з домінуючими в краї поляками, залишили помітний слід в історії Галичини XVI—XVIII ст.

## Австрійський період

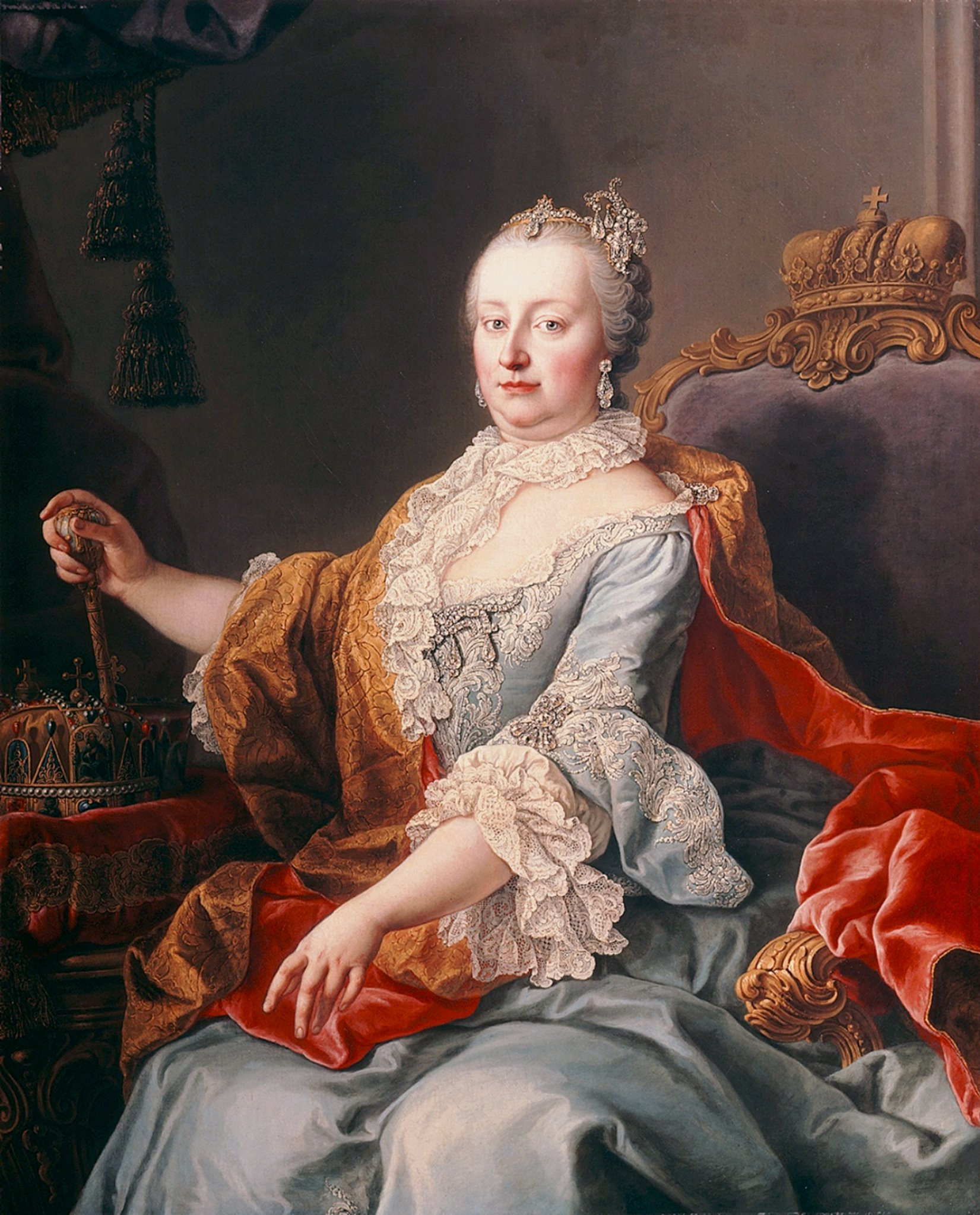
Імператриця Марія-Терезія

Австрійський період для Рунгур розпочався після занепаду Польщі та втрати її впливу, що призвело до першого поділу Речі Посполитої 1772 р. Разом із Польщею Рунгури стали частиною Австрійської імперії під владою імператриці Марії-Терезії та її наступників. Габсбурзька корона, щоб переконатися у відданості своїх підданих, змушувала їх складати присягу вірності імператриці. Рунгурські жителі не були винятком. У церкві за участю австрійського чиновника рунгурські мешканці повторювали такі слова присяги: 
«Слюбуємо і складаємо тілесну присягу Всемогучому Богові, найяснішій імператорській княгині і пані Марії-Терезії з Ласки Божої цісаревій римській, як тепер найласкавішій нашій королеві, як і не менше їх, дідичам згідно установи, як і обом князям дідичу честь віддати, а також слюбуємо, що кожного часу будемо вірними і послушними підлеглими»:11.

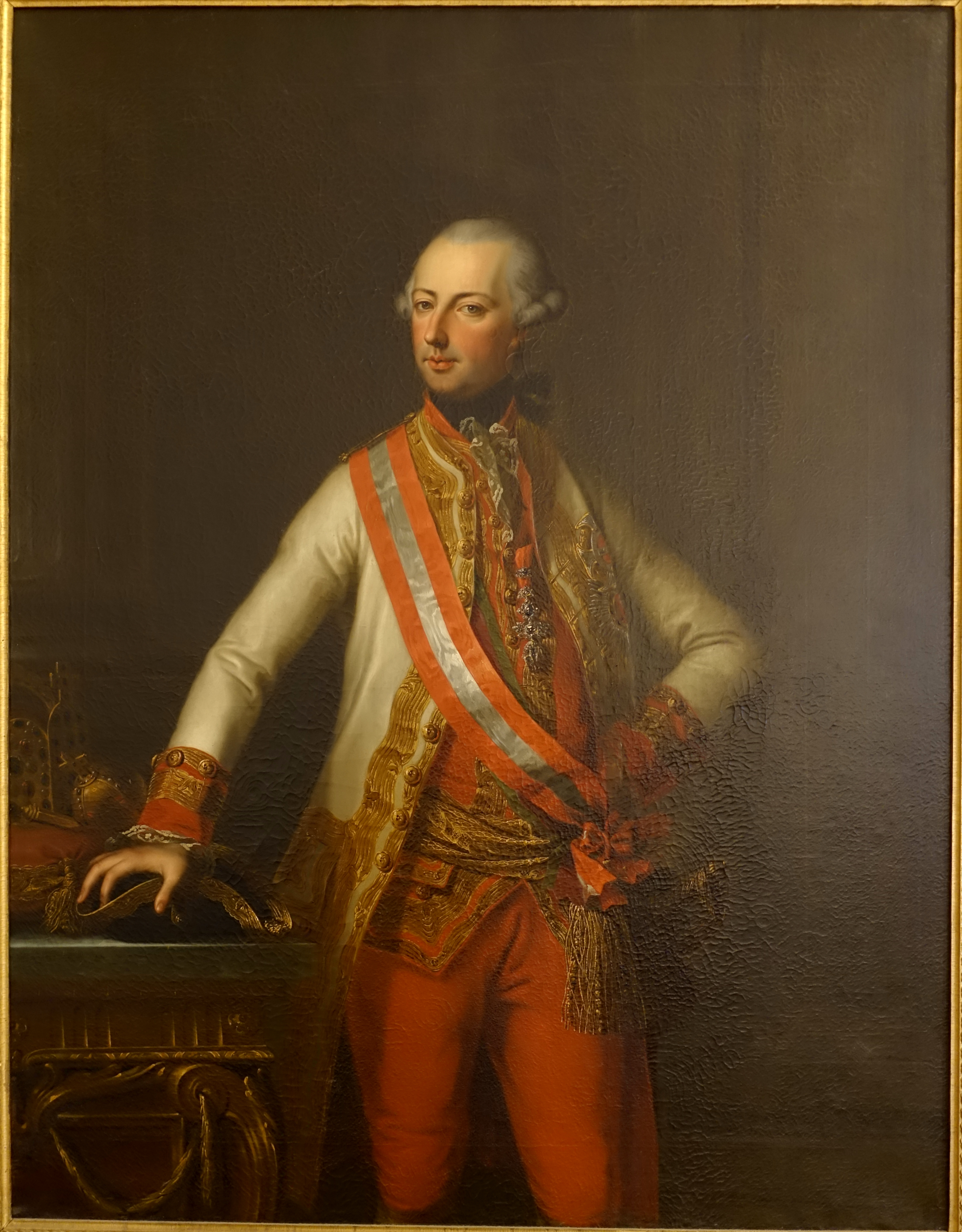
Старший син Марії-Терезії — Йосиф ІІ

До приходу в Галичину Австрії це був змарнілий, виснажений край. Безправні, бідні селяни просто намагалися вижити у важких умовах польсько-шляхетського панування. У 1773 р. Йосиф ІІ, побувавши в Галичині, на власні очі побачив необмежену сваволю польських панів та убогий стан селянства. Уже в 70–80-х рр. XVIII ст. імператриця Марія-Терезія та її син Йосиф ІІ провели ряд реформ. Відтепер було заборонено вимагати від селян відробітку панщини більше, ніж три дні на тиждень. Селяни отримали такі права, як право на одруження без дозволу пана, переходити на інші землі, скаржитися в суді на жорстокі дії пана тощо. Водночас власті зрівняли в правах різні віросповідання, тепер римо-католики, уніати (греко-католики) та протестанти відкривали перед собою дорогу до здобуття освіти чи державної служби. Поступово почали відкриватися початкові школи:46.
Однак панський гніт над кріпосними рунгурськими селянами нікуди не зник. Після продажу Теодором Потоцьким Печеніжинського маєтку «державному управлінню скарбу камеральних дібр» у 1787 р. держава всі панщизняні повинності, які кріпак раніше відробляв, тепер змушений був сплачувати ці обов'язки грошима. Економічний управитель дібр пан Сендора  в 1791 р. наказав селянам сплатити податок за «подгаси» за два роки по два злотих. Раніше ця повинність зобов'язувала рунгурських селян возити дрова до панських солеварнь, але тепер, під австрійською владою, їм довелося сплачувати гроші. Наслідком цього стало розорення частини рунгурських селян, які, щоб погасити борг, були змушені продавати навіть свою останню худобу. У подальшому селяни Рунгур стали повністю залежними від управління комерційних державних дібр. Навіть після скасування панщини в Галичині у 1848 р., на п'ять місяців швидше, ніж в інших провінціях імперії, селяни не мали права користуватися лісами і пасовищами, що значно погіршило їхнє соціально-економічне становище. Печеніжинський камеральний суд здійснював над Рунгурами адміністративну і судову владу аж до 1848 р.:23–24, 53.

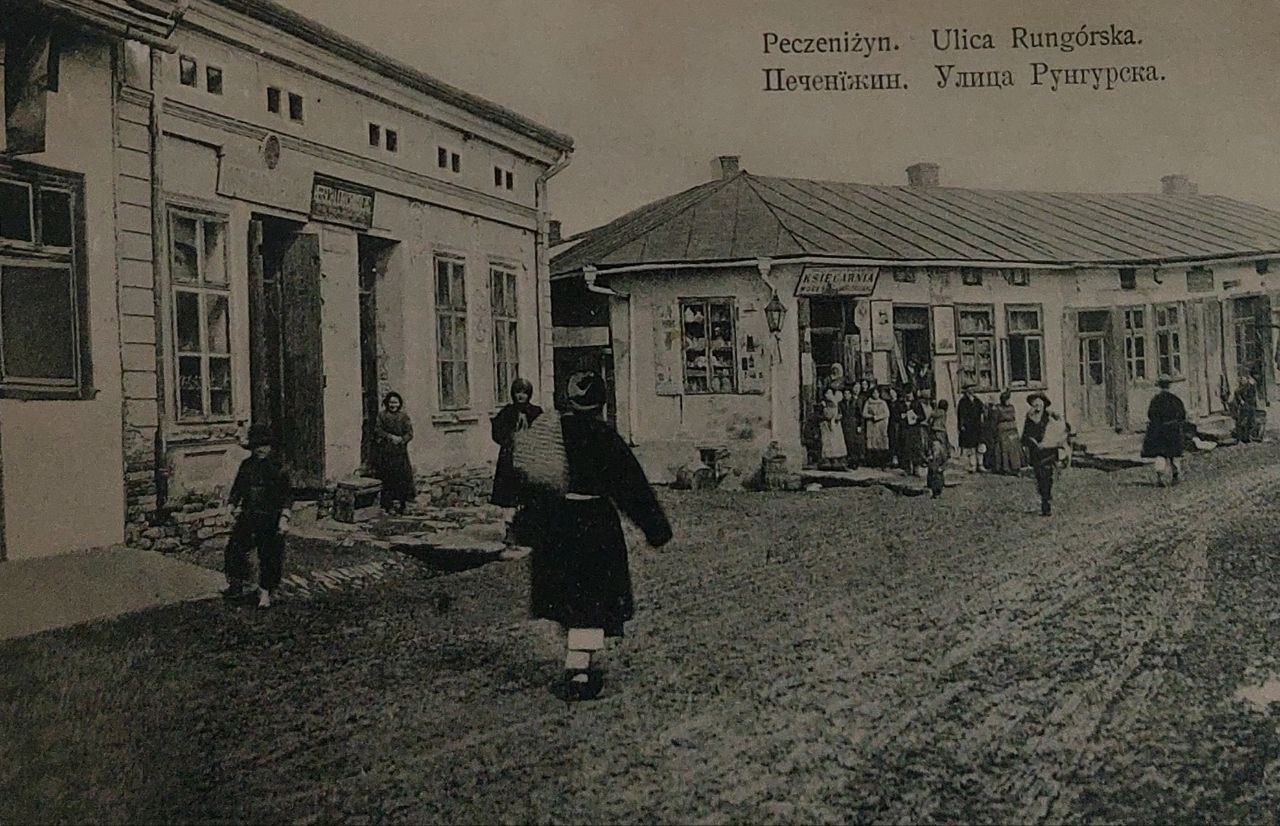
Рунгурська вулиця в Печеніжині

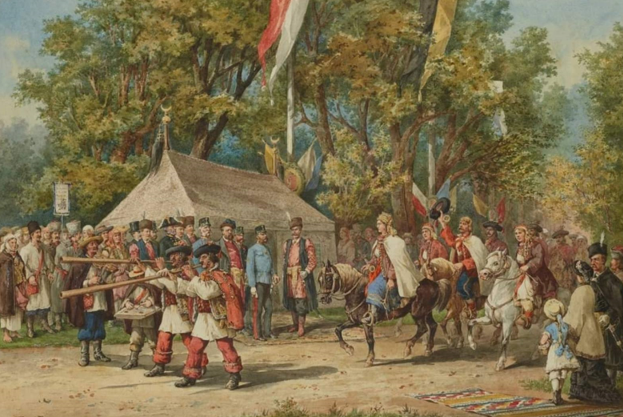
«Інспекційна подорож цісаря Франца Йосифа І по Галичині у вересні 1880 р.» Франц Йосип І здійснив подорож цісаркою, яка проходила через Рунгури на Печеніжин в напрямку на Коломию

Загалом на плечі рунгурських селян лягло три десятки різних податків і повинностей. Якщо селянин  не сплачував податок своєчасно, до нього приїздив екзскутор, який описував майно боржника, додавав до цього боргу проценти та кошти за свій приїзд на фіакрі (кінній кареті), а потім виписував документ. У ньому, зокрема, заявлялося, що якщо селянин не сплатить суму в касу протягом 14 днів, його майно та худобу буде конфісковано. Після такого рунгурські селяни часто знаходили втіху в пияцтві. Пригнічені життям, вони шукали втіхи в горілці, якою активно торгували корчми. У Рунгурах традиційно діяли дві — три корчми. По дорозі з Рунгур до Печеніжина можна було зустріти єврейські корчми, де, окрім горілки, селяни могли легко зануритися в глибокі борги. Ця дорога в Печеніжині була відома сучасникам, як «рунгурська», але також мала іншу назву — «вонюча». У 80-х рр. XIX ст. в Рунгурах побудували нову центральну дорогу, відому як «цісарка» (бо нею мав їхати австрійський цісар в XIX ст.), що з'єднувала село з повітовим центром Печеніжином:15.
У зв'язку зі значним поширенням пияцтва серед селян у Рунгурах на початку XX ст. розпочала свою діяльність філія товариства «Відродження», спрямована на боротьбу зі шкідливою звичкою жителів села. Крім того, рунгурські селяни активно приєднувалися до церковного братства тверезості, де складали обіцянку на Святому Письмі утримуватися від споживання алкоголю:15.

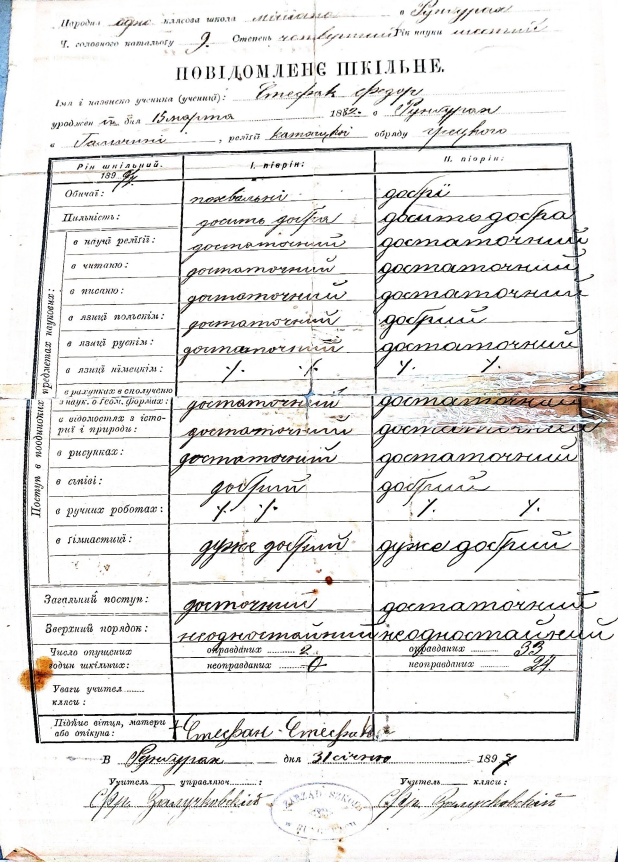
Шкільне свідоцтво Рунгури 1897 р.

На кінець 1850-х рр. в Рунгурах була відкрита народна однокласна мішана школа, проте більшість селян залишалися неграмотними. 1864 р. у с. Рунгури Пістинського шкільного округу функціонувала парафіяльна школа з учителем Андрієм Іванецьким, що мала 18 учнів:14. Причому за переписом населення на 1856 р. в селі проживав 1161 мешканець:19. Згідно шкільного свідоцтва 1897 р., в однокласній школі в Рунгурах викладали релігію, читання, писання, мови (польську, українську та німецьку), рахунки, відомості з історії і природи, малювання, спів, ручні роботи та гімнастику:14.
Реформи, проведені австрійськими цісарями наприкінці XVIII століття, дозволили духовенству ГКЦ взяти на себе нові обов'язки. Як відомо, Церква була провідником українського національного відродження в ХІХ ст. Греко-католицькі священники, соціальний статус та освіта яких підвищилися, добровільно відкривали парафіяльні школи для навчання катехизму. Після щоразових недільних служб парохи в резиденції, що була побудована поруч з церквою в Рунгурах, проводили катехизм для молоді. Рунгурськими священниками в різний час були: о. Сифрон Левицький (1874—1889 рр.), о. Іван Рудницький (1890—1898 рр.), о. Діонізій Балинський (1899—1900 рр.), о. Олексій Слюсарчук (1900—1912 рр.):13.
Рунгурські парохи традиційно брали активну участь у громадському житті села. Як правило, рунгурську громаду очолював війт, яким у різні роки ХІХ ст. були Іван Федюк, Михайло Прокопів, Михайло Семенишин, Федір Стефак та ін. Війт грамотно управляв селом у згоді зі священником, дуже шанованою богопосвяченою особою в громаді:17. Рунгурські селяни високо цінували як пароха Олексія Слюсарчука, який вніс значний вклад у розвиток села. Під час його служіння у Рунгурах на початку XX ст. з'явилася кооперативна каса, що допомагала боротися з лихварством. Селяни могли отримати позику під відносно невеликий відсоток від каси, роблячи в неї незначні грошові внески. Її капітал складав 100 золотих ринських. Позики надавалися лише для господарських потреб та чесним людям з бездоганною репутацією. Очолювала касу Управа та Надзірна рада. Зокрема, Управа керувалася о. Олексієм Слюсарчуком та вирішувала, кому надати позику, а кому — ні:18.
У зв'язку з політизацією українського національного руху в кінці ХІХ — на початку ХХ ст. с. Рунгури стали осередком заснування та діяльності перших політичних партій. У Рунгурах діяла Русько-українська радикальна партія (далі — РУРП) — перша українська політична партія в Галичині, очолювана мешканцем села Олексієм Жупником. Партія налічувала 50 осіб. 5 листопада 1891 р.  рунгурські жителі відвідали віче, організоване радикалами в Коломиї, вимагаючи оборони інтересів робочої людности коломийського округу:48.
5 травня 1900 р. в покутському с. Завалля на Снятинщині відомий український громадський діяч Кирило Трильовський заснував перше руханкове товариство «Січ». Його головним помічником був печеніжинський патріот Іван Чупрей, що організував активну діяльність «Січі» в Печеніжині. Невдовзі місцевий осередок товариства «Січ» виник і в Рунгурах. Для Рунгур «Січ» стала важливим джерелом виховання молоді. Багато вихованців «Січі» пізніше зголосилися вступити в ряди Українських січових стрільців або в лави УГА. Рунгурські «січовики» були досить активними, створювали різні гуртки та проводили різноманітні заходи. Сам К. Трильовський неодноразово відвідував Рунгури. У хаті Євдокії Жупник він одного разу виголосив промову для рунгурської молоді, мета якої полягала в тому, щоб донести кожному учаснику заходу значення січового руху та його велику національно-суспільну роль:18.

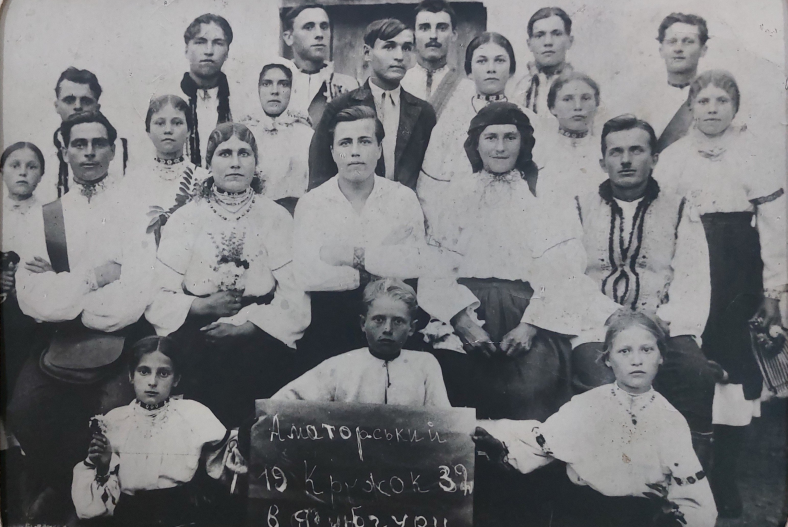
Аматорський кружок читальня «Просвіти» в Рунгурах 1932 р

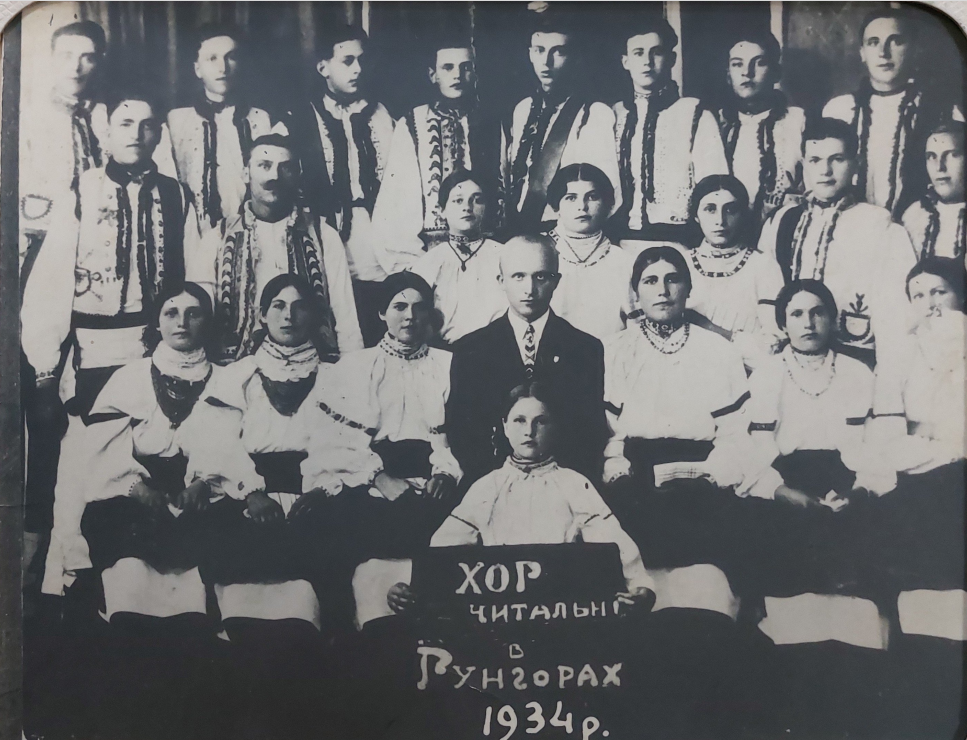
Хор читальні «Просвіта» в Рунгурах 1934 р

З метою поширення грамотності серед селян та пробудження національної самосвідомості наприкінці XIX ст. в Рунгурах виникла місцева читальня «Просвіти», центральний виділ якої був заснований у Львові 1868 р. Спочатку місцевий осередок товариства збирався в хаті рунгурського мешканця Федора Греблюка, а потім хату орендували в Івана Андрійцева до 1907 р., коли рунгурська громада самостійно збудувала власну читальню. 13 березня 1904 р. відбулися перші загальні збори читальні «Просвіта» в Рунгурах, які під керівництвом пароха Олексія Слюсарчука розпочалися промовою духовного змісту. Присутніми було 30 грамотних і 18 неграмотних селян. На зборах обрано керівництво читальні: головою став о. Олексій Слюсарчук, його заступником — Михайло Фенин, касиром — Михайло Лазарюк, а бібліотекарем — Микола Стефак. Бібліотека   «Просвіти» в Рунгурах налічувала 76 книжок. У 1908—1909 рр. товариство налічувало 41 особу. Також було ухвалено суму внеску, яку мали сплатити члени читальні: для писемних учасників товариства ця сума складала одну крону, а для неписемних — половину цієї суми:47–48.
Не оминула жителів села і масова еміграція, що з 1890-х рр. охопила сотні тисяч місцевих жителів. Селяни Рунгур вирушали за кордон на пошуки роботи, там вони здобували нові знання та навички. Повертаючись додому, вони ділилися своїм досвідом по веденню господарства з родичами та сусідами. У селі 1910-х рр. відкрило свою діяльність товариство «Сільський господар», яке публікувало сільськогосподарську літературу та календарі, що допомагали місцевим заможним селянам у господарюванні. Паралельно з організацією місцевого осередку «Січі» та читальні «Просвіта» в Рунгурах на початку ХХ ст. діяли гуртки молодіжних товариств «Сокіл», «Луг» та «Пласт». Вони заклали міцний фундамент у вихованні патріотичного духу серед жителів села:48.
Під кінець ХІХ ст. площа с. Рунгури складала 32,5 га лугів і городів, 335 га пасовиськ і 1136 га лісу. Селянська земельна власність становила 1116 га. За переписом населення 1880 р. в Рунгурах проживало 1292 мешканці, з них шість були римо-католиками, ймовірно, поляками, а решта — греко-католиками, тобто русинами, як називали тоді місцевих українців:18.
У Рунгурах стояла дерев'яна церква св. Михаїла, збудована у гуцульському стилі та висвячена в 1810 р. На зламі ХІХ і ХХ ст. греко-католицька парафія в Рунгурах (за винятком Слободи-Рунгурської, де існувала своя парафіяльна філія) налічувала 1335 вірян. Напередодні Першої світової війни у 1913 р. кількість греко-католиків у Рунгурах зросла до 2632 осіб, а парохом був отець Михайло Бровко. На початку 1910-х рр. у Рунгурах проживало 29 римо-католиків (поляків) та 145 євреїв. При рунгурській парафії діяло братство «Найсвятішого Серця Ісуса» чисельністю 340 вірян:19 — 20.

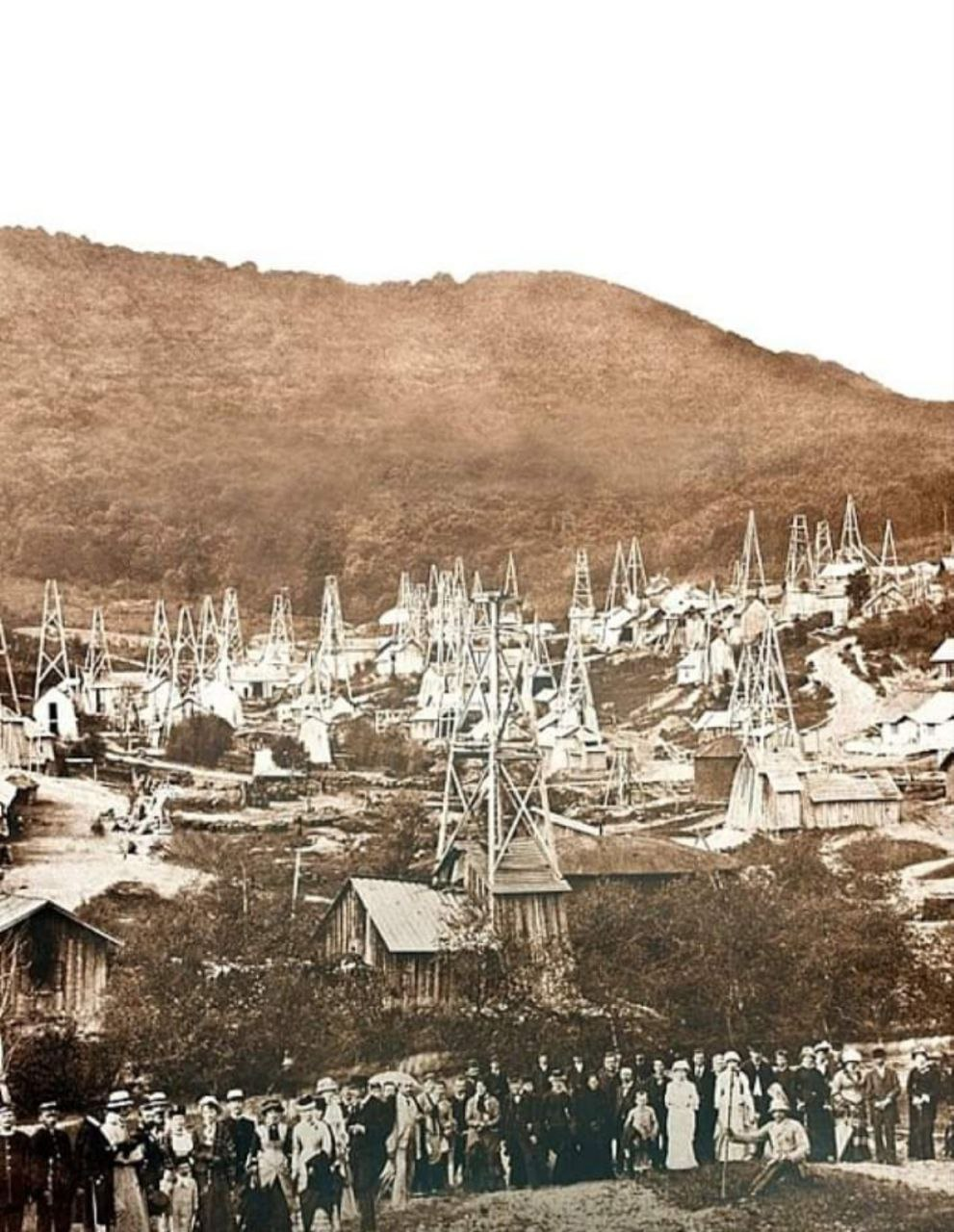
Нафтові копальні в Слободі-Рунгурській (тепер Слобода) 1880-ті рр.

У ХІХ ст. для Рунгур стало значущою подією виявлення нафтових родовищ у його присілку Слободі-Рунгурській. Спочатку Слобода-Рунгурська називалася Золотим Потоком, напевно, через те, що нафта, виходячи на поверхню ґрунту або води, створювала на сонці золотисті відблиски:135. Місцевим мешканцям давно була відома чорна масляниста ропа. Рунгурські селяни використовували її для змащування возів, лікування опіків, своєрідного лакування деревини та навіть продавали її на ярмарках у Печеніжині або Коломиї. Під польсько-шляхетською владою селяни, у яких було нафтове джерело на городі, були зобов'язані щорічно віддавати по декілька відер нафти до панського маєтку. Ропний або Золотий потік, просочений нафтою, змушував місцевих пастухів водити свою худобу далі до інших джерел води, оскільки тварини хворіли після пиття води з цього струмка:6.

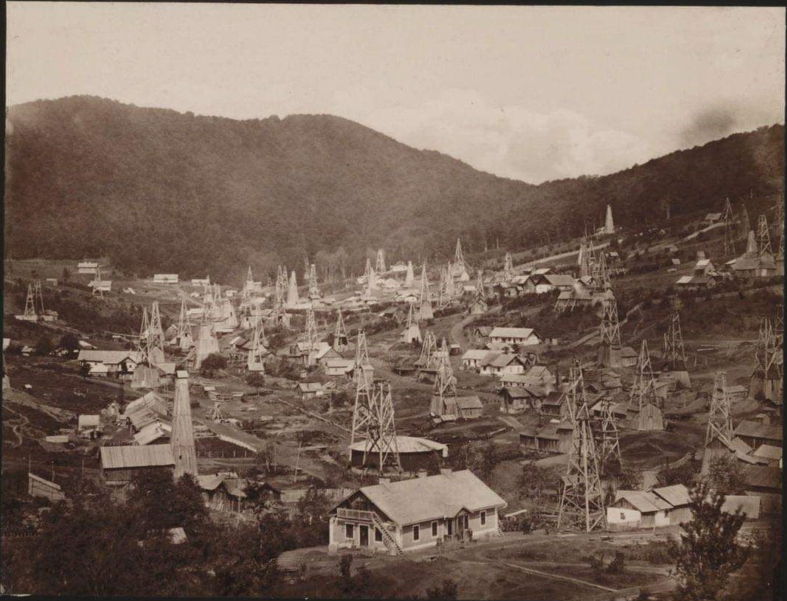
Нафтовий промисел в Слободі-Рунгурській

Під час розширення соляного колодязя в Слободі-Рунгурській на глибині близько 25 м була знайдена нафта. Так у 1771 р. у присілку Слобода-Рунгурська з'явилася перша нафтова свердловина (копальня належала пану Розенкрайцу). Відкриття нафтового родовища викликало справжній фурор. З 1771 по 1875 рр. у Слободі-Рунгурській працювало п'ять копалень нафти. Вони мали розміри 5 на 5 м у ширину і понад 30 м у глибину. Буріння ропних колодязів відбувалося вручну, як, наприклад, свердловина «Ядвіга», яку було вибурено працівниками  в 1873 р. При видобуванні нафти також, як правило, не використовувалася машинна техніка, до цього залучалося чотири робітники. У 1876 р. на рунгурському хуторі вже було сім колодязів з чорною ропою, з яких робітники вручну видобували 150 т. нафти щороку:127.
Звістка про відкриття нафтового родовища в Слободі-рунгурській швидко розлетілася далеко за межі Австро-Угорщини. Сюди стали з'їжджатися нафтові магнати з усього світу. Вони почали активно інвестувати в цей регіон, будували собі будинки та вілли для проживання — це місце отримало назву «містечка мільйонерів» або ж «нова Каліфорнія» через свій великий економічний потенціал. Діяв  у Слободі-Рунгурський з кінця ХІХ ст. і аж до радянської окупації Галичини 1939 р. поліцейський пост:135.

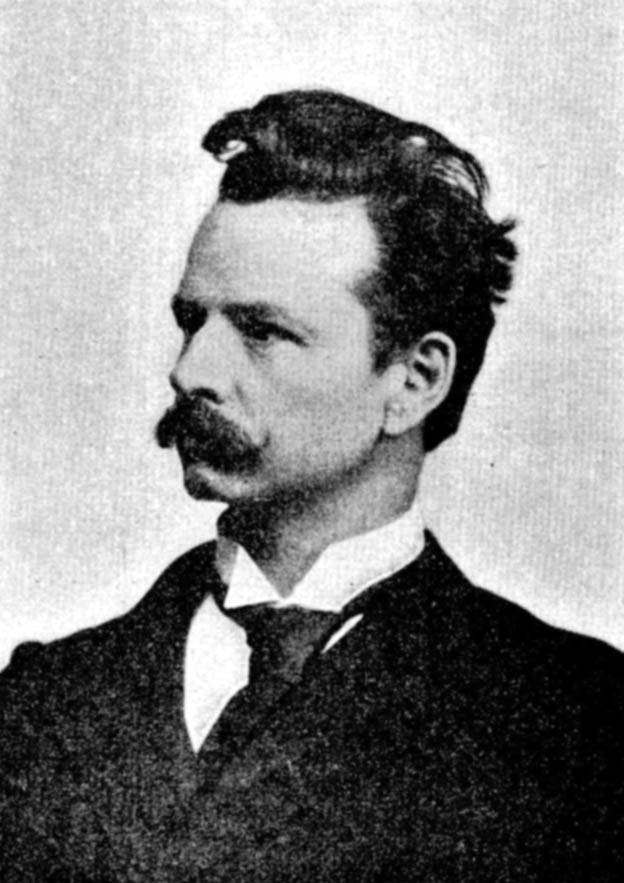
Станіслав Щепановський

Найбільше в цих краях проявили себе нафтові підприємці Щепановські та Розенкранци, яким належала більшість копалень. Станіслав Щепановський, відомий польський інженер та політичний діяч, на початку 1880-х рр. вступив до спілки нафтовиків «Вальфаренто». Це дало змогу С. Щепановському обійняти управління над копальнями в Слободі-Рунгурській та внести ряд нових змін для поліпшення виробництва й оптимізації робочих процесів:135.
У 1880 р. територія видобутку нафти в Слободі-Рунгурській займала 86 га, на яких працювали 150 свердловин. Так, С. Щепановський вже в 1881 р. вперше на Прикрпатті використав  тут глибоке буріння за допомогою парової машини. Перша свердловина глибокого буріння отримала назву «Ванда». ЇЇ глибина становила 94,8 м, а видача нафти на добу сягала 12 т. На свердловині працювало сім сотень робітників, багато з яких були рунгурськими селянами:136.

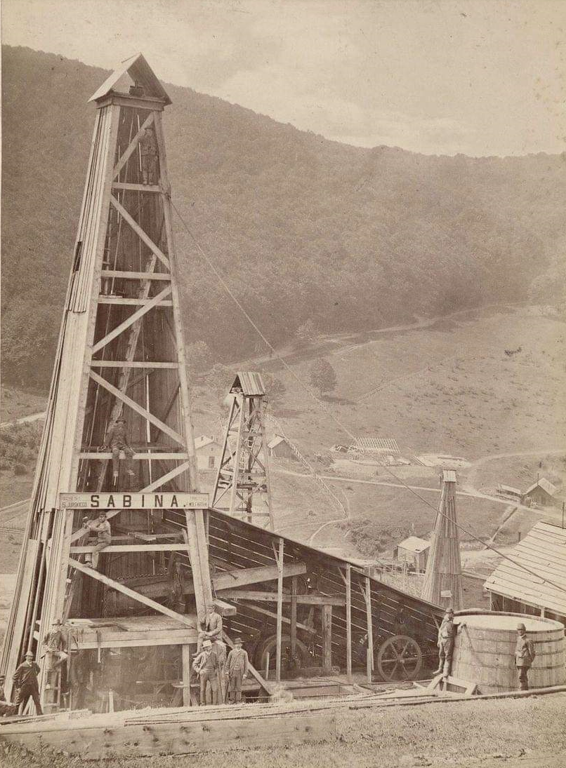
Нафтова копальня «Сабіна» в Слободі-Рунгурській

Глибоке буріння Щепановського значно збільшило кількість свердловин у рунгурському присілку. На 1886 р. у Слободі-Рунгурській кількість свердловин наближалася до трьох сотень. Найбільш продуктивними були свердловини «Вітовт», з якої за перший рік експлуатації втдобули 900 т нафти, та свердловина «Гуцул» із глибини 271 м, початково вона видавала 250 т нафти за добу:136.
Зі зростанням кількості свердловин також збільшився видобуток нафти. Тож у 1883 р. С. Щепановський відкрив у Печеніжині рафінерію з найдосконалішим на той час обладнанням. Печеніжинський завод по переробці нафти став одним із найбільших в Австро-Угорщині. Щоденно він переробляв 600—1000 бочок сирої нафти:58.

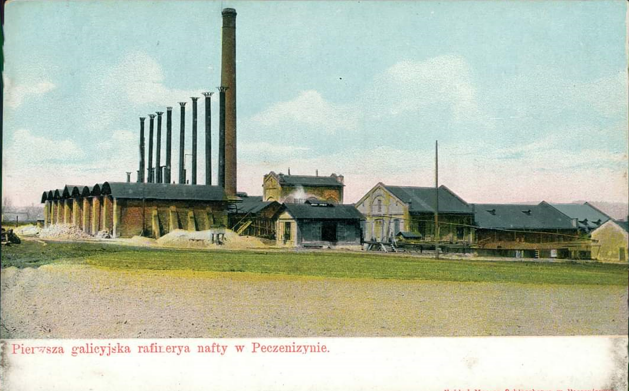
Печеніжинський нафтопереробний завод

С. Щепановський спорудив залізничне сполучення між Слободою-Рунгурською і Коломиєю, де перша залізниця стала до ладу в 1866 р., завдовжки 24 км. Перший поїзд відправився із станції в Слободі-Рунгурській у 1887 р. Нафта з Слободи-Рунгурської транспортувалася через Рунгури до Печеніжина, де на рафінерії її переробляли, а потім готову продукцію доставляли замовнику через Сопів до Коломиї:137.

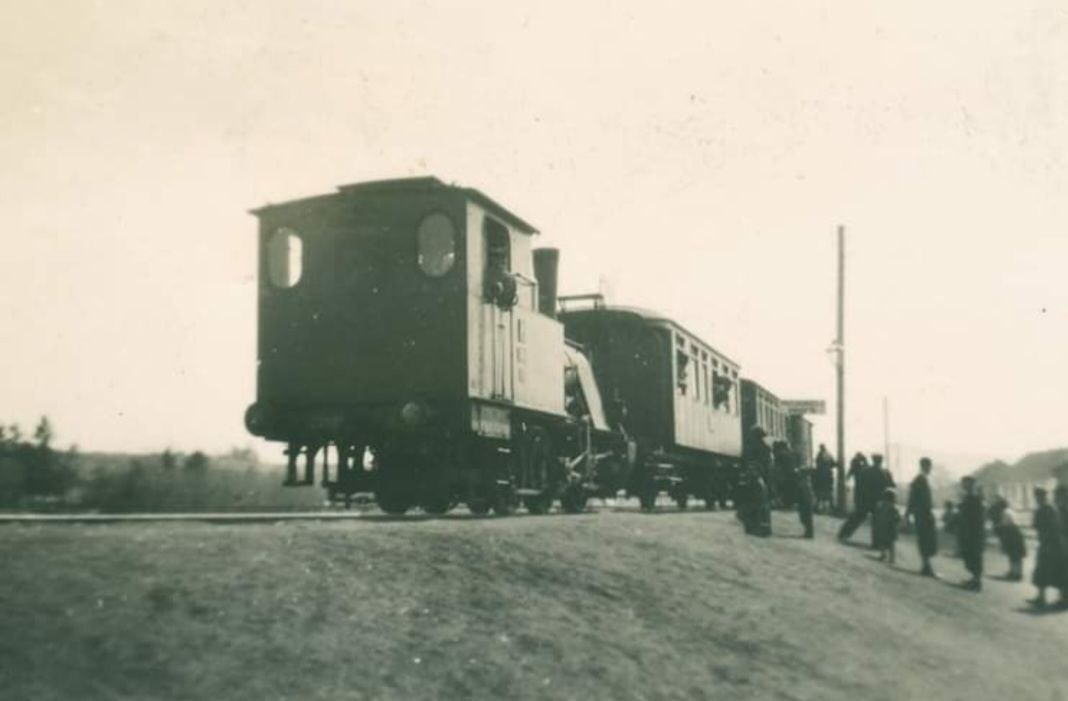
Залізниця Слобода-Рунгурська — Коломия

Та не все було так гладко. Нафтові магнати силою, підкупом, залякуванням та споюванням привласнювали землю в бідних рунгурських селян. Позбавлені захисту, місцеві жителі легко втрачали свої земельні ділянки, сповнені нафтових родовищ. Заради виживання, через бідність та безробітність рунгурські селяни були змушені шукати роботу на нафтових родовищах. Вони цілими днями черпали чорне золото цебрами (велика дерев'яна посудина, має вигляд зрізаної діжки) та переливали його в бочки. Робочий день тривав 12 годин, за які ріпники (нафтові робітники) отримували лише 12 крейцерів. Часті нещасні випадки, такі як обриви канатів та вибухи газів, були постійною загрозою. Найбільш трагічним став вибух 1874 р., що забрав багато життів простих робітників:51.

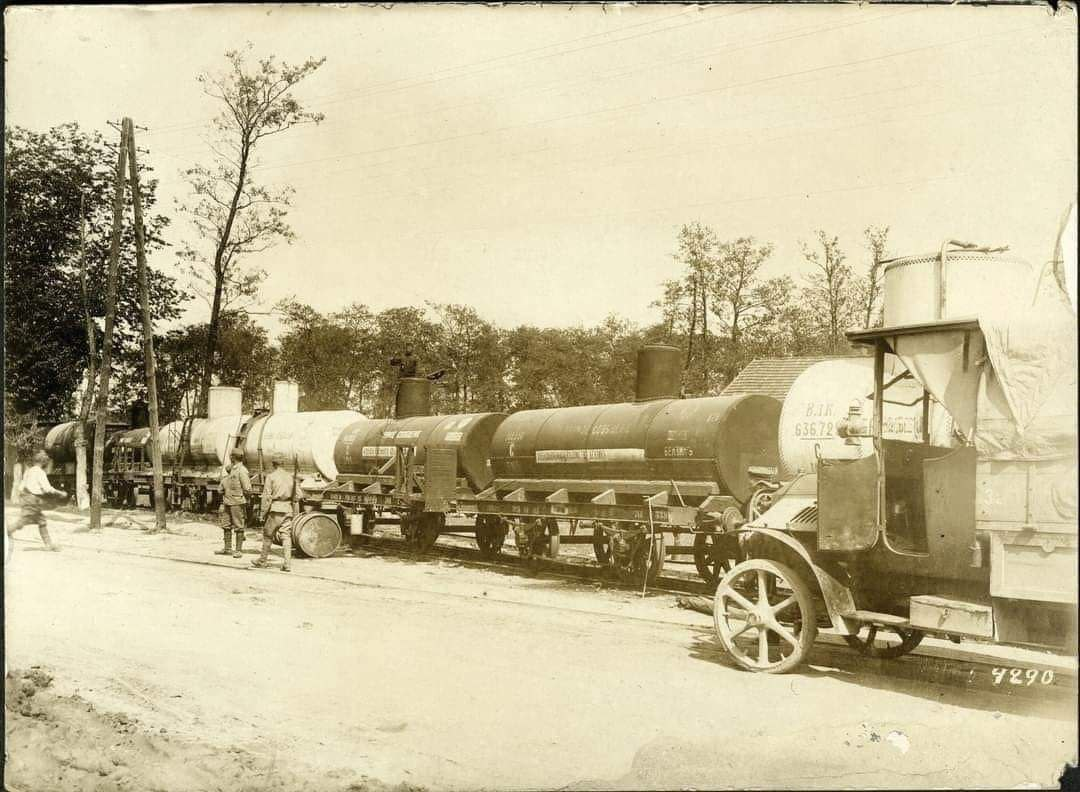
Завантажений потяг везе нафту з Слободи-Рунгурської

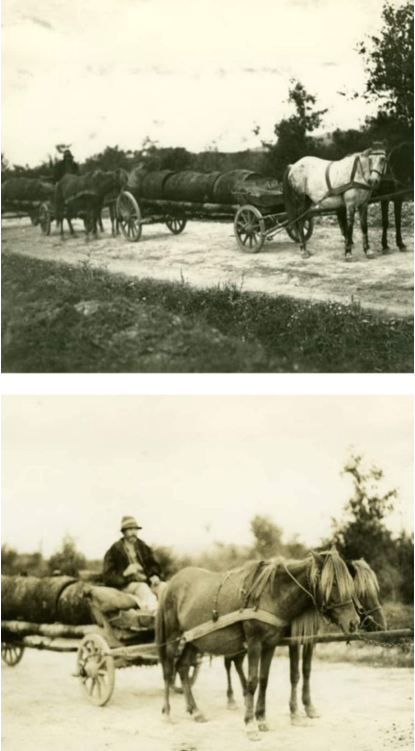
Рунгурські селяни перевозять нафту конями

Наповнивши нафтою діжки, рунгурські селяни кіньми везли сировину на переробку в Печеніжинську або Сопівську рафінерію. Вони переправляли цю ропу по давній рунгурській соляній дорозі, відомій як «Грабкова», і так тривало цілими днями:52. Самі бочки, цебра, корита тощо робилися власноруч рунгурськими мешканцями. Проте найбільше рунгурські жителі спеціалізувалися на виготовленні мотузок для потреб нафтових копалень або для продажу на ярмарках. Через це рунгурських мешканців почали називати «мотузами», що стало прізвищем значної кількості рунгурських жителів, яке збереглося і до наших днів:135.

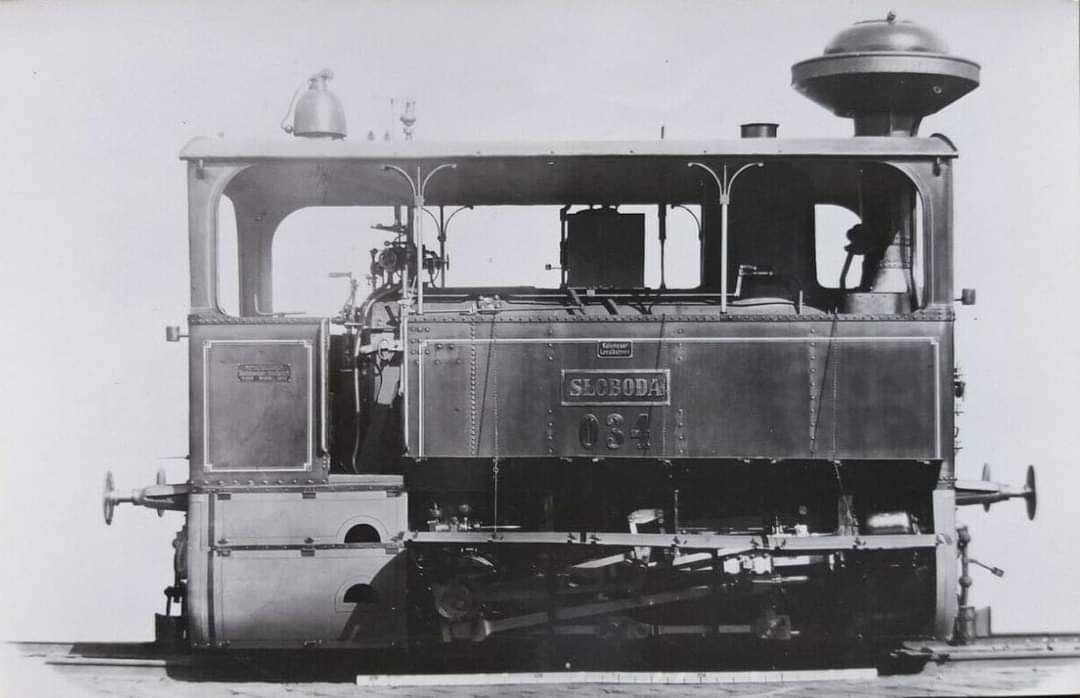
Потяг який возив вузькоколійкою нафту із Слободи-Рунгурської

Будівництво залізниці також не обійшлося без рунгурських робітниців. Це була дуже небезпечна та важка робота. Нафтові підприємці, економлячи час і гроші, проклали залізницю прямо через центр м. Коломиї. Шум поїздів не давав спокою місцевим мешканцям. Ось що можна було почути від тогочасних жителів Коломийщини в газеті «Русская Рада» за 15 вересня 1903 р.: 
«Ми не перерахували ще всіх неприємностей, яких мешканці міста Коломиї зазнали й зазнають від залізниці льокальної, яка веде серединою міста до Слободи-Рунгурської та до Княждвора. То істинно дике підприємство, яке ніде в цивілізованому світі не мало місця, лише у нас в нещасній Галичині може існувати … Біля ратуші … льокалька напружує всі сили, аби з долини виїхати у гору, палить повним вогнем, а біля школи пускає всю пару, дим заповнює вулицю, будинки трясуться, наче у пропасниці, в домах шиби дзвонять, утвар домова танцює».
 «Льокалька» (від слова «локальна залізниця») продовжувала тягти вагони аж до 1963 р., уже під радянською владою, коли на Коломийщині закрилися останні вугільні копальні:137.

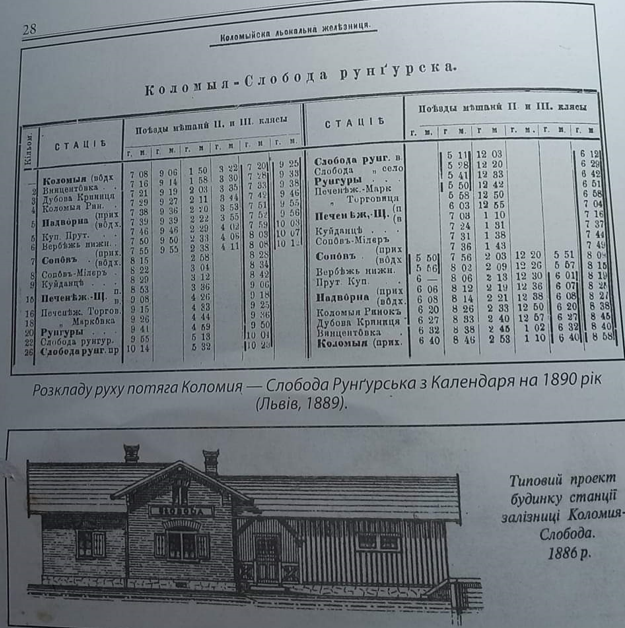
Розклад руху потяга Коломия — Слобода-Рунгурська на 1890 р.

Нафтопереробний завод у Печеніжині забезпечував близько тисячі робочих місць для навколишніх мешканців. Це була важка та низькооплачувана праця, на якій трудилися рунгурські селяни. Часті нещасні випадки іноді призводили до втрати життя серед робітників. Проте нафтові магнати не звертали на це уваги, оскільки дешева робоча сила приносила їм значні прибутки. Печеніжинська дистилярня (те саме, що і нафтопереробний завод) стала найбільшим підприємством краю. У 1890-х рр. тут відбулася хвиля страйків, в яких брали участь робітники, в тому числі з Рунгур. Вони протестували проти скорочення робочих місць та обмеження продажу алкоголю, але це не принесло очікуваних результатів:58.
Через велику кількість свердловин та безраціональну експлутацію нафти, починаючи з 1887 р., видобуток у копальнях почав зменшуватися, а в деяких свердловинах повністю пересихати. З цього часу і до кінця Другої світової війни вихід чорної ропи в Слободі-Рунгурській поступово зменшувався до того моменту, коли повністю припинився в 1946—1947 рр.:136. На початок 1887 р. площа нафтопромислу, або як її ще називали «Копальні», у Слободі-Рунгурській становила 48 га. Копальня брала свій початок від залізничної станції і простягалася аж до Сухого Потока. За період з 1881 р. і по 1938 р. тут було видобуто 956 296 т. нафти:136.
Рунгурський присілок Слобода-Рунгурська, незважаючи на свою промислову активність, приваблював до себе маси туристів. Численні іноземці прибували сюди не лише заради бізнесу, але й для відпочинку. Особливо багато англійців обрали Коломию для тимчасового або навіть постійного  проживання. Після перебування в цих мальовничих місцях у 1891 р. англійка М. Дові видала книгу «Дівчина в Карпатах». Значна кількість англійських туристів у цих краях породила серед місцевих рунгурських жителів вираз «Англік з Коломиї». Рунгурські селяни активно переймали звичаї, манери та культурні особливості приїжджих. Очевидно, з новими іноземними словами та західними культурними особливостями в Рунгури поступово проникала цивілізованість:138.
Рунгури в свій час займали почесне місце серед центрів солеваріння на Прикарпатті, спочатку в складі Речі Посполитої, а з 1772 р. — під владою Австрійської (з 1848 р. — Австро-Угорської) імперії. Найбільшого розквіту солеваріння в Рунгурах дістало за польської влади:42.
З приходом Австрії в 1772 р. солеварний промисел в Рунгурах почав занепадати. Австрійська влада монополізувала соляне виробництво в Галичині, що призвело до повного занепаду рунгурських соляних джерел. Спочатку в 1782 р. була закрита солеварня в Слободі-Рунгурській, в основному, це сталося через виявлення там нафтових покладів, видобуток яких був більш вигідним. Уже пізніше, в 1787 р., припинили свою роботу рунгурські солеварні в урочищах «Болшива» та «Боянка»:138.
Отже, під владою Австрії (Австро-Угорщини) з 1772 р. Рунгури пережили значні зміни в соціальному та культурному житті населення. Скасування панщини 1848 р. стало великою подією для галицьких жителів, включаючи мешканців Рунгур. У той період було зведено хрест та капличку, на честь скасування панщини, які й до нині збереглися, незважаючи на численні війни та атеїстичну політику радянської влади в ХХ ст. Австрійські власті не виявляли належної турботи щодо місцевих ресурсів, що відобразилося у видобуванні нафти в Слободі-Рунгурській. Внаслідок необмеженого та безраціонального видобування нафтові запаси швидко вичерпалися, а вигоди від цього мали лише нафтові магнати. Звичайні селяни, щоб прогодувати свої сім'ї, важко працювали, часто піддаючи своє життя ризикам[джерело?].
Поступово з демократизацією суспільного життя в Габсбурзькій монархії в с. Рунгурах активізувалася культурно-освітня діяльність місцевої української інтелігенції серед населення, виникають різні організації, що мали на меті розвиток національної самосвідомості. Однією з таких організацій стала у селі стала «Січ», заснована 1900 р., що залишила невід'ємний слід у с. Рунгури, закладаючи основи національної самоідентифікації серед місцевих жителів. Вона стала місцем підготовки багатьох молодих людей, які в майбутньому стали активними учасниками Українських січових стрільців та Української галицької армії. Не менш значущий слід для с. Рунгури залишили товариство «Сокіл» та українська скаутська організація «Пласт». Вони проводили різні спортивні заходи, концерти та збори, на яких виголошували патріотичні доповіді. «Сокіл» сприяв фізичному вихованню молоді, «Пласт» сприяв всебічному патріотичному вихованню[джерело?].

## Перша світова війна, проголошення ЗУНР

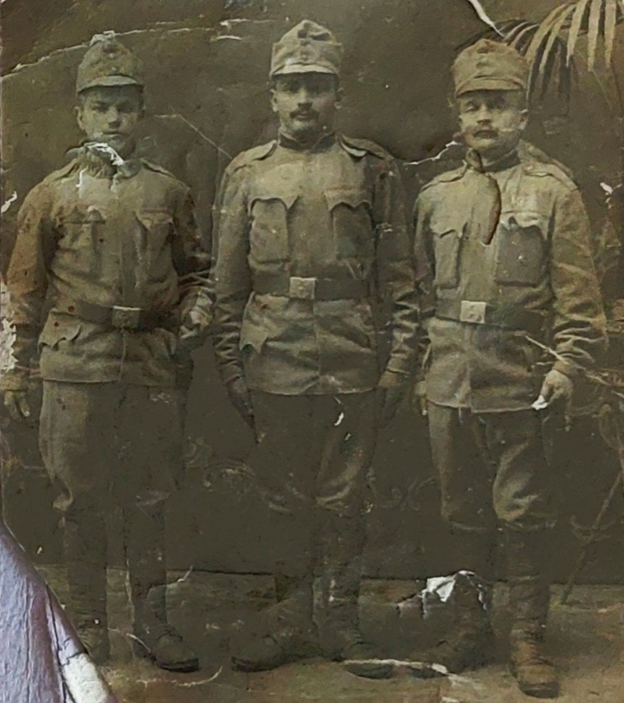
Рунгурські вояки на службі в Австро-Угорській армії

Перше серпня 1914 р. стало вирішальним для всього світу: почалася Перша світова війна, яка тривала понад чотири роки та принесла невимовне горе та лихоліття для всього людства. Ця бурхлива подія не обійшла стороною й с. Рунгури. У той же день місцеві мешканці зібралися під рунгурською церквою, де дізналися сумну новину. Більшість юнаків і чоловіків із села були призвані до лав австро-угорського війська. У церкві св. Михаїла о. Михайло Бровко провів сповідь і причастя рунгурським воякам. Далі під жалісний дзвін рунгурські воїни вирушили на бойові дії, захищати інтереси імперії:19.
У жовтні 1914 р. територію с. Рунгури окупували російські імперські війська. Ймовірно, це була козача частина «черкеських козаків», які попередньо зайняли Печеніжин та відзначилися там надмірною жорстокістю:77. Російські війська у Рунгурах здійснювали розбій, насильство над місцевими дівчатами, переслідували євреїв, а нафтові копальні були залучені до роботи на потреби армії царя Миколи ІІ. Місцеві жителі терпіли репресії, їх звинувачували в австрофільстві, симпатіях до Австрії. Пізніше, після повернення австрійської влади в Галичину, рунгурські жителі в черговий раз стали об'єктом переслідувань, були звинувачені в підтримці окупаційних військ. Ці жорстокі дії, зміни лінії фронту та масові спустошення призвели до спалаху голоду в Рунгурах та сусідніх селах:54.
Друге повернення московських військ до Рунгур на початку літа 1916 р. відзначилося новою хвилею розрухи та страждань для місцевого населення. Окупанти продовжували свою деструктивну діяльність, відбираючи худобу та вирубуючи ліс для власних потреб. Загалом дії російської імперії були характерними як для першої, так і другої окупації, і тривали аж до літа 1917 р. Крім того, військові дії спричинили серйозні пошкодження інфраструктури села, що стало додатковою шкодою для мешканців, які намагалися вижити в умовах постійної небезпеки:78.
Під час російської окупації в Печеніжинському повіті було встановлено російське цивільне і військове командування. Українські установи, читальні «Просвіти», бібліотеки, школи були закриті, а їх майно окупаційна влада всіляко нищила. На захоплених західноукраїнських землях російський царизм заснував Галицько-Буковинське генерал-губернаторство, до складу якого увійшли й Рунгури. Згідно з адміністративним поділом окупованих територій Рунгури з повітовим центром Печеніжином відійшли до складу Чернівецької губернії. Загалом політику окупаційних військ у Рунгурах можна охарактеризувати зі слів тогочасного генерал-губернатор краю Олександра Бобринського, який заявляв: «Східна Галичина і Лемківщина, споконвіку — невіддільна частина єдиної великої Русі; у цих землях корінне населення завжди було російським, устрій їх через це повинен бути заснований на російських засадах. Я буду запроваджувати тут російську мову, закон і устрій»:26.
У роки Першої світової війни в Рунгурах був організований російський військовополонений табір, в якому утримували полонених італійських військових. Самі ж російські війська розташовувалися на березі річки Сопівки під кутком Пискавець:55. Однак російська окупація тривала лише кілька місяців, успішний австро-німецький контрнаступ в червні 1916 р. дав змогу повернути село під владу Габсбурзької монархії.

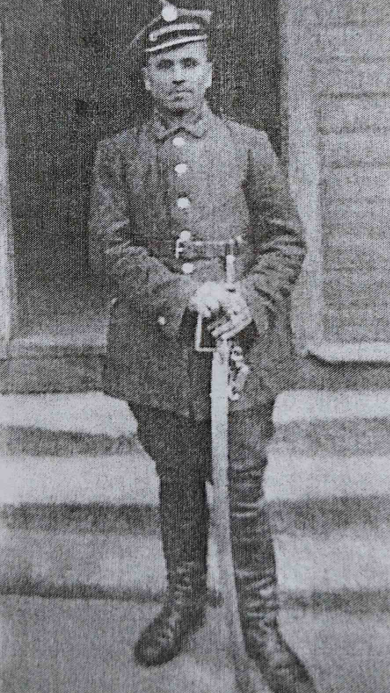
Воїн УГА Андріяшко Д. М

Загалом у Першій світовій війні брали участь 36 осіб з Рунгур, але лише вісім з них повернулися додому. Щодо участі рунгурських чоловіків у січовому стрілецтві, на жаль, невідома їхня кількість, бо «Літопис Червона Калина» 1937 р. наводить загальну кількість учасників УСС з Печеніжинського повіту. Точно відомо, що два сини пароха Михайла Бровка, Юліан та Мілько Бровко, стали учасниками УСС. Також рунгурські хлопці Микола Михайлюк (стрілець третьої Коломийської сотні), Микита Греб'юк (стрілець четвертої Коломийської сотні) та Микола Жупник (учасник технічнаої сотні) стали січовими стрільцями. У 1919 р. до УГА були призвані Дмитро Андріяшко (повернувся в рідні Рунгури), Василь Волянський (загинув від ран у шпиталі у квітні 1919 р.), Федір Іванюк (помер від тифу в серпні 1919 р.) та ще 40 рунгурських юнаків:56–57. За таких обставин Рунгури опинилися в розпалі бурхливих подій першої чверті ХХ ст.:20.
Про участь мешканців Рунгур у революційних подіях першої чверті ХХ ст. відомо, що вже 3 березня 1918 р. рунгурські представники брали участь у масовій маніфестації за участю 2300 осіб у Печеніжині з нагоди проголошення Центральною Радою IV універсалу та проголошення незалежності УНР. Того ж дня з ініціативи двох рунгурців  – Олексія Жупника та Федора Прокопів, після церковної служдби в Рунгурах, відбулося масове віче. Під час заходу була виголошена промова, ідея якої полягала у відновленні Української держави. Наприкінці промови усі учасники разом співали гімн «Ще не вмерла Україна»:57.
Вже 1 листопада 1918 р. у Галичині відбувся Листопадовий чин, що призвів до утворення Західно-Української Народної Республіки. На жаль, до сьогодні мало відомо нам про те, що за кілька місяців української влади відбувалося в Рунгурах, оскільки ніхто в той час не задокументував ті події. Зате відомо, що того ж року в сусідньому повітовому центрі була створена «Печеніжинська республіка» зі своїм українським урядом, до складу якого входили повітовий лікар О. Вінценз (брат письменника Станіслава Вінценза), Шпаковський, Мацкевич, Л. Мартинець, М. Кокоцехий, а також коменданти поліції А. Горук та В. Майданський. Очолив уряд 21 липня 1919 р. уродженець Вижнього Березова, колишній січовий стрілець та печеніжинський суддя Михайло Геник-Березовський. У період ЗУНР виникла Рунгурська управа, що входила до Печеніжинського повіту Коломийського округу:80.
Ситуація змінилася в травні 1919 р., коли сотні УГА були потіснені польськими військами і в результаті кровопролитних боїв були змушені покинути Печеніжинщину. Виходячи з цих подій, місцеві поляки утворюють другий польський уряд у Печеніжині. Боячись приходу польської армії в цей край, місцеві жителі організовують повстання з метою не допустити ворожі війська, зайнявши дорогу, що вела з Печеніжина до Коломиї:81. У цьому повстанні брали участь і рунгурці. У селі було скликано віче, на якому український уряд Печеніжина запросив місцевих жителів допомогти в повстанні. На цей заклик селяни Рунгур зібрали повну автівку продуктів, а рунгурські юнаки, віддані ідеї Української держави, стали на захист Печеніжина, що залишався в руках місцевих жителів:22.
Щоправда, на четвертий день опору Печеніжин без бою зайняла румунська армія. На той час частини армії УГА вже відступали через Рунгури, направляючись на Чехію. У вересні того ж року Коломийщина, а знею і Рунгури, були передані Румунією польській адміністрації:81.
Отже, перша чверть ХХ ст. стала випробуванням для жителів с. Рунгури. Перша світова війна 1914—1918 рр. та польсько-українська війна 1918—1919 рр. відібрала чимало життів місцевих чоловіків, переважно юнаків, які беручи участь у лавах УСС, несли в серці горду ідею української державності. Однак замість того, щоб захищати свою землю, вони змушені були віддати життя за інтереси чужої держави, піддаючись репресіям росіян, австрійців, румунів та, зрештою, поляків. 10 вересня 1919 р. все змінилося, коли Сен-Жерменський договір офіційно оголосив розпад Австро-Угорщини, що дозволило галичанам, включаючи і мешканців с. Рунгури, перейти до нового історичного етапу у складі ЗУНР. На жаль, цей період був коротким, оскільки під тиском польської та румунської армії сотні УГА не змогли витримати, що призвело до припинення існування ЗУНР. Таким чином, Рунгури, разом з іншими землями Галичини, опинилися під другим польським поневоленням. Одночасно село страждало від голоду, епідемії тифу та бідності, що серйозно підірвало економічне та соціальне життя краю.

## Під польською окупацією
З приходом поляків на Покуття вже в червні 1919 р. пройшли хвилі репресій проти колишніх учасників Печеніжинського повстання та прихильників української національної ідеї. Репресії проти місцевого населення розпочав новий окупаційний польський уряд, який був встановлений після приходу військового відділу польської армії Й. Галлера. Побоюючись повстань проти нової влади, почалися масові обшуки серед місцевих мешканців на предмет наявності прихованої зброї, яка могла тут залишитися після визвольних змагань українського народу першої чверті ХХ ст. Під час таких обшуків поліція вилучала в селян худобу та продовольство, що було цілковитим злодіянням на вже й так виснаженій різними лихоліттями рунгурській землі:83.
У період польської влади (1919—1939 рр.) площа с. Рунгури становила 26.61 км². На 30 листопада 1921 р. село налічувало 440 житлових будинків, в яких тоді проживало 1862 мешканці. За адміністративним поділом Другої Речі Посполитої в 1921 р. Рунгурська сільська ґміна (адміністративна одиниця за другої польської влади) входила до Печеніжинського повіту Станіславівського воєводства:19.
Проявом окупаційної політики Польщі стосовно галичан стало ухвалення польським сеймом «кресового» закону 31 липня 1924 р., який передбачав утраквізацію (двомовність) українських шкіл. Це стало прямим порушенням Польщею умов надання Галичині автономії, що було узгоджено з країнами Антанти, й поваги національних прав українців. Тепер українською мовою в школах викладалася тільки арифметика, природознавство і, врешті-решт, сама українська мова як навчальний предмет. У селі існувала початкова школа, яку відвідувало в 1930-х рр. 120 учнів. У ній навчання здійснювали чотири польські вчителі: Кароліна Петковська (директор школи до 1934 р.), Гелена Панусьова (вчитель), Філіція Козловська (директор школи 1934—1937 рр.), Марія Кербіч (директор школи до 1938 р.):22.
У 30-х рр. ХХ століття рунгурська школа встигла стати трьохкласною, а згодом перетворитися на чотирьох класну початкову школу. Проводилося в ній навчання з релігії двічі на тиждень, а ініціаторами та вчителями цього предмету були два рунгурські священники: Михайло Бровко (рунгурський парох з 1914 по 1939 р.) та Йосип Василина (рунгурський парох з 1932 по 1936 рр.). Досить помітним був низький рівень освіти серед селян за часів польської влади. Протягом періоду з 1919 по 1939 рр. лише четверо молодих жителів села здобули загальну середню освіту, а вищу — тільки двоє рунгурців:23–24.
Загалом, якщо поглянути на соціально-економічний стан с. Рунгури в роки польського поневолення в міжвоєнний періож, то випливає досить жалісна картина. Польська окупація супроводжувалася постійним гнітом поляків над селянами. Дії польської армії на початку 20-х рр. ХХ ст. спровокували економічну кризу в Рунгурах. Голод набував масштабів через вилучення польською адміністрацією продовольства у селян, нафтові копальні були призупинені або повністю зупинені в роботі, рафінерія в Печеніжині припинила свою роботу, що призвело до ще гіршого безробіття серед селян. Жителям села практично заборонялося виїздити на заробітки за кордон, що погіршило і без того непросте фінансове становище місцевого населення:84. У жовтні 1930 р. Рунгури відчули на собі політику урядової пацифікації (умиротворення) у відповідь на саботажну акцію новоствореної Організації українських націоналістів (ОУН), проведену польською адміністрацією. Польські жандарми (військова поліція) з обшуками вривалися до так званих «ворогів польської держави», здійснювали арешти, місцями замордовували людей та умисно руйнували господарства:60–61.
Жили тоді рунгурські селяни в будинках, які будувалися з декількох колів (стовбів), між якими плели пліт із ліщини. По можливості такий пліт мастили глиною, перемішаною із соломою. Дах у такої хати був також із соломи, хоча лічені будинки тоді могли собі дозволити черепицю чи ґонту (покрівельний  матеріал з прямокутних дощечок). У більшості хат не було підлоги, а стеля складалася з дощок. Такі будинки в зимі сильно пропускали холод. Хата ділилася на основну кімнату, де мешкала велика сім'я, в цій кімнаті розміщувалася піч, біля якої всі грілися та готували їжу. Також у хаті був маленький коридор та комора, в якій зберігали різні припаси:61.
Крім поляків, у рунгурців української національності, що становили абсолютну більшість жителів села, склалися конфліктні стосунки з місцевими євреями. Вони мали велику общину в Печеніжині, а кілька єврейських сімей проживали і в Рунгурах. Місцева торгівля традиційно перебувала в руках євреїв, на що селяни Рунгур казали так: «Ти ніколи нічого не продав, щоб жид (назва місцевих євреїв під польською владою. — Р. Л.) не був при тому». Наскільки відомо, в 20–30-х рр. ХХ ст. навіть війтова канцелярія знаходилася в корчмі, де замість неграмотного війта документацію вів єврей Фроїм. Єврейські лихварі шляхом обману втягували селян у великі борги під наростаючі відсотки. За неможливості селянина виплатити борг лихварі відбирали в нього майно, оселю та навіть землю. Ситуація змінилася лише в 1930-ті р., коли польська влада заборонила євреям конфіскувати чужу власність за позики. Тепер цю справу вивчав суд, який давав потерпілому змогу виплачувати борг протягом тривалого часу, наприклад, 20 грош щомісячно:63, 65.
Однак серед економічного визиску з боку нечисленного в селі польського та єврейського населення в Рунгурах, що було в цілому більш заможним і впливовим, місцеві селяни української національності не здавалися, а своєю працелюбністю та наполегливістю змогли вистояти. Рунгурці ярмаркували тоді в сусідньому Печеніжині, продаючи свій товар, заробляючи цим собі на хліб. Вони варили сіль та обмінювали її на борошно в Городенці або за Дністром. Там винаймалися на працю в полях, де жали в снопи різні злакові культури. З ініціативи українського кооперативного товариства «Сільський господар», що в 1920 р. з дозволу польської влади відновив свою діяльність після нетривалої заборони, рунгурські селяни навчилися краще вести господарство, висівати нові урожайні сорти агрокультур, застосовувати для підживи добрива та масово висаджувати плодові дерева. Однак рунгурські землі не славилися своєю родючістю, знаходячись у підгір'ї, де ґрунт був кам'янистий. Тому основним заробітком у селі була худоба, яка тут випасалася, та робота з заготівлі дров у лісі:66.
У 1920-х рр. у Рунгурах виникла молочарня, в яку селяни активно приносили молоко, за що отримували кошти. Люди також гуртувалися в «маслосоюзи» і поступово почали вивозити товари за кордон, наприклад, заготівельні дошки та інші пиломатеріали. У село приїздили і туристи з Польщі та різних кутків Європи, які прибували сюди з Коломиї по залізниці, прокладеної ще в ХІХ ст. уже згаданим Станіславом Щепановським. Завдяки цьому селяни могли торгувати з туристами, продаючи їм різноманітні товари або за гроші ставати їхніми гідами в екскурсіях, для прикладу, по «Ропних копальнях» у Слободі-Рунгурській:23, 30.
Тож завдяки різним кооперативам і частковій стабілізації життя в міжвоєнний період населення с. Рунгури помітно зросло. На 9 лютого 1931 р. в селі було 524 оселі, в яких мешкало 2328 осіб:19. Зростав і рівень народжуваності в селі, тільки в 1937 р. тут народилося 92 немовлят. Виникла потреба в новій школі, адже стара розміщувалася в кімнатах читальні «Просвіти», та не могла вмістити всіх дітей. Тож за кошти, вилучені з продажу громадянських земель, 16 листопада 1937 р. в Рунгурах була збудована нова двохповерхова школа. Освятили її рунгурські священники М. Бровко та В. Пужак разом із печеніжинським римо-католицьким ксьондзом. Освячення відвідало багато людей, на ньому також були присутні коломийський повітовий староста Т. Закревський і шкільний інспектор Ж. Лєжа:27.
Під польською владою великий внесок у соціально-економічний, культурно-освітній та національно-політичний розвиток українців Рунгур зробила місцева інтелігенція. Як правило, це були місцеві священнослужителі, вчителі та ін., які здійснювали свою діяльність, в основному, через читальню «Просвіти», найбільш авторитетне українське культурно-освітнє товариство в Галичині. Завдяки рунгурському отцю Йосипу Василині в 1932 р. було відновлено читальню «Просвіти», яку він і очолив. Парох Й. Василина організував при читальні гуртки хору, роздавав селянам різні літературні видання. Вклад у функціонування «Просвіти» зробили й інші рунгурці, зокрема заступник голови товариства Василь Романюк, секретар Іван Федюк та бібліотекар Василь Волянський. Невідомий меценат в другій половині 1930-х рр. зробив пожертву в розмірі 800 злотих, за яку вдалося закупити літературу для бібліотеки читальні. До культурно-освітнього розвитку місцевої молоді доклав не менших зусиль вчитель Михайло Кузенко, який очолив театральний гурток (налічував 28 учасників) та дитячий хор (24 учасника) при читальні «Просвіти». Загалом вона налічувала 80 жінок та 110 чоловіків. Однак польська влада чинила репресії проти найбільш національно свідомих та соціально активних українців. У грудні 1934 р. о. Йосип Василина був звинувачений в націоналістичній пропаганді та кинутий за ґрати:24–26.
Поряд з чительнею «Просвіти» в Рунгурах діяли й інші українські організації. Однією з них було товариство «Каменярі» (Союз Української Поступової Молоді (СУПМ) ім. М.Драгоманова), засноване під патронатом Української соціалістично-радикальної партії (УСРП), що в 1931 р. виникло в Рунгурах, очолював його місцевий мешканець Федір Прокопів. Вони розповсюджували в селі газети «Свобода», «Жіноча доля» тощо. Проводили різні заходи, збори, виступи, промови для підтримки патріотичного духу та здорового тіла серед сільського населення. З літа 1938 р. в Рунгурах з ініціативи пароха В. Пужака проходила т. зв. «Свята Місія», на якій кожного вечора проводилися повчальні проповіді. Місцеві організації «Сокіл», «Сільський господар», «Союз Українок», «Каменярі» та рунгурські націоналісти-оунівці (С. Федюк, І. Федюк, М. Кузенко, Ф. Кузенко та ін.), згуртувалися навколо читальні «Просвіти», спрямовуючи свою діяльність для покращення життя селян та пробудження їх національної свідомості:23–24, 28.
Під керівництвом греко-католицького священника М. Бровка Рунгури довгий час боролися за можливість відкрити в селі місцевий осередок «Рідної школи»:96. У другій половині 20-х рр. ХХ ст. Рунгури отримали дозвіл від польської адміністрації на відкриття власного гуртка «Рідної школи», до складу якої пізніше, в 1936 р. входила 21 особа. Приватна «Рідна Школа» залишалася діяти і далі в Печеніжині. Її відвідували і рунгурські діти, правда, ті, чиї батьки могли собі дозволити платити п'ять польських злотих щомісячно за навчання:66.
Метою «Рідної школи» було поширення українського шкільництва в Галичині. Об'єднані спільною метою, українські висококваліфіковані вчителі намагалися навчати дітей рідною мовою, хоч польська мова залишалася обов'язковою для вивчення в усіх школах Галичини. Причому «Рідна школа» була приватною установою, не могла функціонувати без матеріальної та фінансової підтримки місцевих українців. Жителі Рунгур активно брали участь у підтримці функціонування українського шкільництва. На кінець 1920-х рр. рунгурці зібрали для місцевого гуртка «Рідної школи» 354 кг збіжжя та 10,65 злотих грішми:20. Підтримку приватній україномовній освіті, що всіляко утискувалася на державному рівні в міжвоєнній Польщі, надавали прості селяни під час великих релігійних свят. Так, у 1933 р. у Рунгурах, як і в інших селах колишнього Печеніжинського повіту (з 1929 р. землі Печеніжинського повіту були приєднані до Коломийської округи), відбулася Різдвяна коляда, на якій місцеві жителі змогли зібрати для гуртка «Рідної школи» 71,20 злотих грішми:73.

## Під радянською окупацією
Польська влада в Галичині після завершення Першої світової війни протрималася не так довго. Багато хто ще пам'ятав антиукраїнські репресії російської армії під час царювання Миколи ІІ, коли вона захопила частину території Галичини в 1914—1916 рр., але восени 1939 р. на рунгурські землі ступив новий, тепер уже російсько-більшовицький, сталінський режим із новою хвилею терору та репресій. 1 вересня 1939 р. ознаменувало початок Другої світової війни. Фюрер нацистської Німеччини А. Гітлер та вождь комуністичного Радянського Союзу Й. Сталін вирішили поділити Європу навпіл. Під загарбницьку руку потрапила Польща, що 1 вересня кинулася захищати свої кордони. Невдовзі після вторгнення А. Гітлера в Польщу, 17 вересня 1939 р. з польського тилу, згідно таємного додаткового протоколу до німецько-радянського пакту Молотова–Ріббентропа від 23 серпня 1939 р., Червона Армія перейшла р. Збруч, зайнявши західнобілоруські та західноукраїнські землі, які належали Речі Посполитій. Польська армія не змогла зупинити наступ ворожих військ та була розділена між Німеччиною, з одного боку, та СРСР, з іншого. Дехто з рунгурських чоловіків, мобілізовані в перші дні війни до польської армії, не повернулися з фронту або пропали безвісті:71.
Натерпівшись польського гніту, рунгурські селяни, принаймні частина з них, надіялися знайти порятунок в новій комуністичній владі. Після того, як Червона армія 18 вересня 1939 р. вторглася в Коломию, її з радістю вітали жителі Печеніжинщини, називаючи «братами зі Сходу». Невдовзі радянські офіцери, які вміли розмовляти українською мовою, провели в рунгурській читальні «Просвіти» пропагандистський виступ. Перед селянами виступив червоноармієць політрук на прізвище Козлов, роздаючи обіцянки, нібито від тепер «у всіх буде все, і кожен буде жити довго і щасливо»:70–72. На сільських зборах масово розповсюджувалася комуністична пропаганда, вихвалялося життя в Радянському Союзі. Містилася наочна агітація, зокрема в листівках, із закликами до рунгурської молоді вступати до комсомолу, що офіційно вважалася «школою комунізму» для молоді й мала забезпечити підбір нових кадрів для існування політики комуністичного режиму:72.
Зі спогадів очевидців видно, що це був важкий, сповнений голоду час. Через гужповинність, введену радянською владою, яку «кінні» селяни змушені були відробляти, багато хто з рунгурських господарів не встиг навесні 1940 р. засадити свій город. Магазини тепер потрапили під державну власність, товарні полиці спустошувалися, традиційним для радянського періоду був дефіцит на окремі групи товарів. Водночас масово став розповсюджуватися алкоголь по відносно дешевих цінах. Крім того, пройшла хвиля перших арештів серед національно свідомих і соціально активних рунгурців. З перших днів радянські спецслужби збирали інформацію про місцевих націоналістів. Багато кого тоді відправили на Сибір, з якого велика частина рунгурців не повернулася назад:73–74.
18 вересня 1939 р. за нової радянської адміністрації в Рунгурах було створено селянський комітет чисельністю п'ять осіб, очолюваний В. Романюком, а також народну міліцію кількість вісім осіб, головою якої став Д. Жупник. Чисельність мешканців села на 1939 р. становила близько 2700 осіб. За нової адміністрації бідні селяни отримали громадянські землі, але згодом вони були силоміць відібрані й приєднані до колгоспу тією ж владою:72–73. У роки радянської окупації (1939—1941 рр.) в Рунграх, як і в решті частини Галичини, відбулася масова ліквідація неписьменності селян. Водночас відкривалися школи, училища та вищі навчальні заклади з українською мовою навчання:74.

## Під німецькою окупацією
Ситуація погіршилася 22 червня 1941 р., коли фашистська Німеччина відкрито вторглася на територію СРСР. Розгублені радянські війська швидко здавали позиції під натиском нацистського «бліцкригу». Тож більш як за два тижні від початку вторгнення, 2 липня 1941 р., Рунгури опинилися під окупацією об'єднаних німецько-угорських військ (скоріш за все, це були війська 8-го угорського армійського з'єднання).
Нова окупаційна влада ліквідувала Печеніжинський район, утворений більшовиками в 1940 р., та повернула Печеніжинську гміну (волость), до складу якої входила Рунгурська волость (нім. Landgemeinde). Шолтейсом, тобто керівником сільської громади, в Рунгурах був П. Стефанишин, його обов'язки включали набір молоді, особливо тих, хто народився в 1922—1923 рр., для примусової праці в Німеччині або в робочі загони «баудінст». Таким чином, з села було вивезено близько півсотні осіб, переважно з малозабезпечених або багатодітних сімей:31.
У роки гітлерівської окупації в Рунгурах існувала єврейська община, що складалася приблизно з 5–7 сімей. У 1942 р. всі вони були депортовані німцями до Коломийського ґетто, а згодом були розстріляні в Шепарівському лісі. Паралельно з літа 1943 р. в Карпатах, у тому числі в Рунгурах, починають діяти ковпаківці. Це супроводжувалося залякуванням місцевих жителів, постійними диверсіями проти німецьких окупаційних військ та загонів УПА:77, 97.
Під час нацистської влади в селі стала активною організація ОУН (б), що ставила перед собою завдання підвищити національну свідомість українців. 7 квітня 1942 р. місцеві молоді активісти ОУН (б) у Рунгурах влаштували виставу «Рвуться кайдани» в читальні «Просвіти». Важливою фігурою національно-патріотичного життя села в той час була коломийська вчителька Цибиківна (ім'я не вдалося встановити), яка працювала в Рунгурській школі, але потім була арештована. У Рунгурській школі, поряд з українською мовою навчання, під німецько-фашистською окупацією обов'язково вивчалася німецька мова:43.
Нацистська окупація Рунгур тривала до серпня 1944 р. 28 березня 1944 р. радянські війська 1-го Українського фронту взяли Коломию, але їхнє подальше просування зупинилося на лінії Ковель — Броди — Коломия. На передовій велися запеклі бої, що протягнулися через Ланчин — Молодятин — Рунгури — Яблунів. 1-ша Угорська армія у складі фашистської Німеччини під командуванням Г. Лакатоша, опинившись під натиском Червоної армії, закріпилася на рунгурських вершинах на південно-західному схилі вершини «Запітки» в напрямку на Яблунів та на північно-західному схилі вершини «Шпінь», що вела до Молодятина і Ланчина. Угорські бліндажі були встановлені на висоті до 613 м над рівнем моря. Окопи були оточені колючим дротом і захищені мінами. З цих позицій угорці мали чудовий огляд на Коломию, що дозволяло їм успішно обстрілювати місто:33.
У свою чергу, основу 1-го Українського фронту складали свіжі військові з Житомирщини та Вінниччини. Радянська влада не забезпечувала їх навіть уніформою, тож вони були змушені йти у бій в своєму одязі. Під тиском радянського командування солдати Червоної Армії декілька разів намагалися прорвати угорські позиції на вершинах «Запітки» та «Шпінь»:124. Не екіпіровані належним чином радянські війська відбирали для себе одяг у місцевих жителів. Коли червоноармійці вчиняли диверсії або шпигували в селі, угорці сприймали це як бунтівництво селян, яке таким чином підтримує СРСР. Інколи радянські шпигуни проникали до осель рунгурських селян, щоб здобути інформацію і поповнити запаси харчів, і угорці не могли про це не знати. Розстріли рунгурців стали не рідкістю, іноді без будь-якої вагомої причини. Відчутне було вороже ставлення угорців до рунгурських мешканців, що стане особливо помітним, починаючи з травня 1944 р.:79.
Отже, в кінці квітня радянська армія почала ще потужніший військовий наступ на угорські позиції, село опинилося в епіцентрі бойових дій. У сутичках з радянськими військами мадяри були змушені відійти ближче до своїх укріплених позицій на горі Шпінь та на Запітки. Решта техніки цісаркою була переправлена до горішньої частини села та на бойові позиції. Після невдалих боїв угорці 1 травня 1944 р. почали робити пожежі в с. Рунгури. Причини підпалу неоднозначні, існують різні версії, можливо, наказ про підпал Рунгур дало угорське командування з метою ускладнити подальший успіх радянського війська, позбавивши його цим використання місцевого ресурсу. Найбільш імовірною є версія, що угорське командування вважало винним у збройних нападах на військові позиції угорців місцевих озброєних селян, що дало привід до знищення с. Рунгури як їх покарання:124, 131.
У понеділок, 1 травня 1944 р., спалахнули перші будинки на кутках «Золотий» та «Вилки», які угорці почали палити із самої вершини, не відходячи далеко від укріплених позицій, і так до самого низу, а із «Золотого» пожежа на вечір перекинулася на урочище «Петрічєва» та горішній кут. Наступного дня о 9 годині ранку загорівся «Пискавець», а з 2 на 3 травня угорські військові з гори «Запітки» спустилися на «Голицю» та спалили її, вогонь звідси охопив «Дубовий», а підвечір — і долину:128, 135. 6 травня згоріла Рунгурська школа, а на наступний день храм св. Михаїла разом з резиденцією священника. Під час жахіття, створеного, мабуть, угорцями, село втратило близько сім сотень дворів. З усього села залишилися цілими тільки дві оселі з 20-ти на «Штриці», одна з 26-ти в центрі, п'ять з 35-ти на «Кругленькім», у «Золотому» вціліли три будинки з 24-х, у Дубовому — вісім з 52-х будинків та ін.:80–84.
Більшість будинків у селі мали солом'яний дах, що дозволяло угорцям швидко підпалювати їх один за одним за допомогою запаленого снопу. Крім того, під час інтенсивних боїв селянські оселі займалися від куль перехресного вогню, мінометних обстрілів, які велися з «Вилок» та вибухів бойових гранат. Угорські солдати безжалісно стріляли в кожного, хто потрапляв їм під руку, незалежно від того, чи були це діти чи старші люди. Угорці також активно грабували селян, наповнюючи кишені награбованим. Ті, хто встиг втекти з цього кошмару, шукали притулку в Печеніжині, Малому та Великому Ключеві, Корничі, Коломиї та в інших містах та селах, де вже минули бойові дії. Тих, хто не встиг покинути село, мадяри вбивали на місці або вивозили до табору, який потім переправили на Березів для примусової праці:128, 131, 133—134.
Загинуло місцевих мешканців, за різними даними, від 82 до 110 осіб, з них близько 12-ти були діти. Очевидці згадували про вогонь неймовірних розмірів, що охопив Рунгури. Стовп полум'я було видно далеко за межами Печеніжинщини, а густий чорний дим та крики живої худоби, яку господарі не встигли випустити з вкритих вогнем хлівів, покрили все Покуття:86–87.
Отже, протягом понад чверті століття (із середини 1919 р. до літа 1944 р.) Рунгури пережили три різні окупації — польську, російсько-більшовицьку і німецько-радянську, які супроводжувалися масовими репресіями, терором, грабуванням та простим знищенням мирного населення. Під час подій Другої світової війни село стало ареною для двобою нацистських окупантів з більшовицьким режимом, під час цього більшість села була майже повністю знищена. Рунгурська трагедія — так назвав вище згадані події 1944 р. місцевий письменник П. Федюк у своїй праці «Гуцульська мадонна у весільній сорочці», вважав їх масовим геноцидом українського народу.

## Відновлення радянської влади
Після так званої «Рунгурської трагедії» життя в селі почало повертатися з вересня 1944 р. Село було повністю заміноване, люди, діти, худоба постійно підривалися на мінах. Біля теперішнього рунгурського клубу стояла купа мін висотою з двоповерховий будинок. Через це рунгурці боялися косити траву, жати врожаї та обробляти городи. Село не уникнуло масового голоду 1946—1947 рр., що охопив значну частину території Галичини, виснаженої воєнним лихоліттям, відзначився своєю жорстокістю в Рунгурах, забравши життя дев'яти місцевих мешканців. Решта рунгурців вціліла завдяки запасам вапняку та соляним ропам (з яких вони виробляли білосніжну сіль), їх місцеві мешканці обмінювали в інших краях, навіть на Поділлі, на продукти харчування:127, 129, 132.
Повернувшись додому, рунгурці побачили, що село було вкрите трупами угорських солдатів, військових 1-го Українського фронту, та мешканцями, які загинули від жахливих подій весни 1944 р. Протягом трьох місяців траплялися випадки, коли людські тіла на літний спеці гнили, поширюючи жахливий трупний запах. Голі та босі рунгурці знімали з трупів одяг, взуття та різне обмундирування, щоб перезимувати зиму. Це спричинило сильний спалах епідемії тифу в селі в перші післявоєнні місяці. Хворіли цілі сім'ї, хвороба могла тривати протягом півроку. Наскільки відомо, 115 мешканців Рунгур не змогли подолати епідемію, яка забрала їхні життя:128—129. Людей не було в чому хоронити, бо на кожну деревину радянська влада наклала захмарний податок. Тож померлих хоронили, обмотуючи їх соломою.
Водночас більшовицька влада почала жорстко регламентувати економічне життя і побут сільських мешканців, насильно заганяючи їх у колгоспи. Жителі села вирубували сади, бо податок за плодові дерева був настільки великий, що ці дерева не могли швидко окупити себе. За несплату або недоплату податку загрожувала тюрма або навіть вивезення в Сибір:129, 136.
Після закінчення страшних подій Другої світової війни в село не повернулося щонайменше 70 жителів, які обрали залишитися в населених пунктах, де раніше знайшли собі притулок. Ті, хто все ж таки повернувся, копали собі землянки (т. зв. бурдеї) для житла, адже майже всі будинки в селі було повністю або частково знищено:34.
«Клубком в горлі» для встановлення комуністичного режиму в другій половині 1940-х рр. на західноукраїнських землях, у тому числі в Рунгурах, стали борці за незалежну Україну — учасники Організації українських націоналістів (ОУН), а з 1942 р. — воїни УПА. Історія рунгурських повстанців почалася зі станиці ОУН, що діяла під час німецької окупації в урочищі Голиця у ха-ті М. Стефанишиного. Станичним був Дмитро Стефак (позивний — Лютий). Очевидно, історія ОУН в Рунгурах почалася значно швидше, на зламі 1920–1930-х рр., але утворення і діяльність цієї організації відбувалися цілком таємно, через що в наш час важко дослідити всі події в деталях. Очевидці подій згадували, як у селі проводилися вишколи, як почали з'являтися перші рунгурські юнаки, що мали відношення до ОУН. З початком Другої світової війни в Рунгурах сформувалася бойова сотня, якою керував Михайло Андрусяк (позивний — Соловей). Під його керівництвом сотня, після проголошення Акту відновлення Української держави 1941 р., взяла участь в урочистому параді в Коломиї. Відтоді повстанці активно боролися на два фронти: проти нацистських окупантів, що не визнали цей Акт, та, пізніше, проти радянської системи:95.
Станом на середину 1944 р., коли до краю наблизився німецько-більшовицький фронт, УПА в Рунгурах, як і на всіх землях Західної України, здавалася грізною силою, що могла дати відсіч ворожим силам. Місцеві мешканці згадували, як у 1944 р. через Рунгури проходили сотні УПА «Козак» і «Скуба», довжина колони яких починалася з горішньої частини села і по центральній дорозі тягнулася аж до Печеніжина:98.
Після повернення радянської влади вона спрямувала проти ОУН і УПА вістря урядових репресій, відправляла для придушення українського повстанського руху працівників КГБ (Комітет державної безпеки) та озброєні загони НКВД (Народний комісаріат внутрішніх справ, тобто міліція). Уже з 20 жовтня 1945 р. в Рунгурах розпочалися масові арешти осіб, підозрюваних у допомозі повстанцям. Того ж дня 15 членів НКВД в Рунгурах затримали п'ятеро дівчат, зв'язкових УПА: М. Ленюк, П. Дибюк, М. Дибюк, А. Дибюк (швидше за все, Диблюк, а не Дибюк, прізвище могло бути записане з помилкою) та Р. Малиновську. Через місяць, 21 листопада 1945 р., силові структури партійного режиму вивезли з Рунгур сім родин на заслання:52, 68.
Від 25 грудня 1945 р. і до 17 січня 1946 р. в Печеніжинському районі діяла обласна ММГ (Моторизована маневрена група) у складі 140 осіб, проводячи регулярні облави та засідки в лісах на членів ОУН і УПА. Вони жорстоко поводилися з місцевими мешканцями. Наприклад, одного вечора в Рунгурах вони відібрали у Р. Волянської 1500 крб та зґвалтували її:76. Однак репресії партійних і державних органів влади про українських повстанців на місцевому рівні потребує окремого ґрунтовного дослідження. На жаль, практично всі учасники цих подій так чи інакше загинули, не можуть дати свідчення, а документи слідчих органів партійної влади практично є до сьогодні малодоступними для дослідників.
У 40–50-х рр. ХХ ст. в Рунгурах виникла ситуація, коли практично з кожної оселі хтось був повстанцем або мав безпосередній зв'язок з УПА. Рунгури славляться своїми борцями за незалежність України в середині ХХ ст., яких налічувалося десятки:98. Зокрема, варто згадати про кількох членів ОУН і УПА. Одним з них був Михайло Григорів (псевдо — Бор) — станичний у с. Рунгури, який служив у сотні «Спартана» під керівництвом Михайла Москалюка. З 1950 р. він очолював боївку в с. Рунгури в урочищі  «Юрашів». Там же він з чотирма іншими партизанами героїчно завершив своє життя 9 лютого 1951 р. після того, як загін НКВД оточив їхню криївку. Федір Кузенко (псевдо — Камінь) народився 1923 р., отримав звання хорунжого УПА. Спочатку він був у тактичному відділенні «Чорний ліс» у 69 сотні «Змія» під керівництвом Василя Андрусяка (псевдо Різун), де брав участь у важливих боях в Космачі та Косові. Пізніше, до 1949 р., служив у вже згаданій сотні «Спартана», де отримав нагороду. В останній рік свого життя керував районним проводом УПА. Був поранений у живіт під час засідки НКВД у Великдень, 9 квітня 1950 р., в підніжжі гори біля урочища «Білі криниці» у Марківці, наступного дня помер від отриманих травм:102—105.
Список рунгурців-героїв, які віддали своє життя в боротьбі за соціально справедливу незалежну Українську державу можна продовжити. Михайло Андрусяк (псевдо — Соловей) керував сотнею, яка була сформована в Рунгурах на початку Другої світової війни. 10 лютого 1951 р. його було ліквідовано НКВД у криївці в урочищі «Юрашів» в Рунгурах, розташованій вище на 200 м від криївки, де раніше покінчили з життям Бор, Підкова та Лютий. Михайло Фенин (псевдо — Верховинець), народжений 1923 р., був умілим співаком та веселим жартівником. Убитий НКВД у 1947 р. в сусідньому селі Марківка. На його честь місцеві мешканці написали пісню «Верховинець»:101. Михайло Стефак (псевдо — Підкова) протягом тривалого періоду контролював сусідню Слободу. Після смерті хоружного УПА «Каменя» у 1950 р. він взяв під своє керівництво криївку в урочищі «Юрашів» у Рунгурах. Там же, разом з іншими повстанцями, він трагічно завершив своє життя 9 лютого 1951 р..
Були серед діячів українського визвольного руху в середині ХХ ст. у селі й жінки. Так, Розалія Малиновська (псевдо — Розетка) успішно завершила санітарські курси та склала присягу на службу в рядах повстанців. Вона виконувала роль зв'язкової УПА, постачаючи повстанцям харчі та медикаменти. У жовтні 1945 р. була заарештована загоном НКВД та відправлена на десятирічне каторжне ув'язнення. На момент арешту Розалії було 15 років. У 1954 р. вона повернулася із таборів додому:124. Василина Жолоб (псевдо — Одарка) народилася в 1920 р., 1943—1944 рр. у Слободі успішно пройшла санітарні курси УПА і приєдналася до сотні «Спартана» як санітарка. У 1945 р. її заарештували НКВД і тримали понад три місяці під слідством у Ланчині. За недостатністю доказів  вона була відпущена на волю:100.

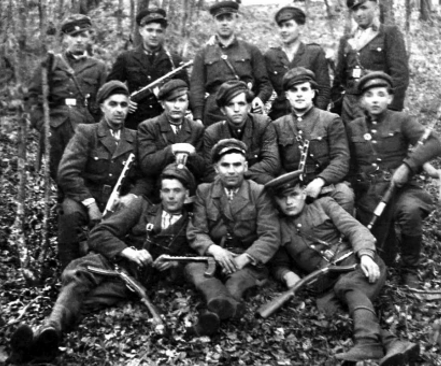
Воїни УПА зліва направо — лежать: 1) Микола Вінтоняк — «Орел»; 2) Дмитро Стефак — «Лютий»; 3) невідомий; сидять: 4) Михайло Стефак — «Підкова»; 5) Микола Малісевич — «Когут»; 6) Василь Довірак — «Ворон»; 7) Василь Семків — «Заграва»; 8) Іван Явдошняк — «Мишка»; стоять: 9) Федір Вінтоняк — «Смерека»; 10) Дмитро Греблюк — «Градок»; 11) Степан Козьмин — «Левко»; 12) невідомий; 13) Федір Кузенко — «Камінь»

На шляху до створення незалежної Української держави пожертвували найдорожчим — своїм життям — такі повстанці з Рунгур: Висиль Григорів, відомий як «Вільха» (загинув 9 квітня 1950 р. під час засідки на Білих криницях, де того дня був поранений «Камінь»), Микола Іванів, відомий як «Скорий» або «Кіз» (загинув у 1952 р. у бою в Лісній Слобідці), Дмитро Семенишин, відомий як «Пугач» (загинув в урочищі «Юрашів» у криївці в лютому 1951 р.), Федюк Григорій, або «Верес» (загинув 18 вересня 1947 р. в бою з НКВД біля нинішнього меморіального комплексу в Рунгурах) та ін.:99–100, 105, 111.
З радянських концтаборів, де утримувалися ув'язнені діячі українського національновизвольного руху, не повернулися наступні жителі Рунгур: Петро Андріїшин, відомий як «Ящур» (засуджений у червні 1947 р. на 15 років позбавлення волі, загинув 1951 р. під час ув'язнення), Ілля Прокопів, або «Хитрий» (засуджений у 1944 р. на 10 років позбавлення волі, загинув у 1945 р. в ув'язненні), Микола Кузенко, якого упівці називали «Корба» (загинув під час ув'язнення) та багато інших:99, 390—391.
Крізь роки реабілітацій радянських таборів пройшли: Андрій Жолоб, відомий як «Черемшина» (засуджений у 1945 р. як вояк сотні Спартана на 10 років позбавлення волі), Марія Андріївна Іванів, про яку знали як «Фіалку» (займала посаду станичної жіночої сітки, за що була арештована в 1946 р. та засуджена на 10 років позбавлення волі), Марія Михайлівна Іванів, відома як «Маруся» (засуджена за допомогу УПА в 1946 р. на 10 років каторги), Гнат Маличин, або «Верховинець» (член УПА, засуджений у 1950 р. на 25 років каторги), Дмитро Михайлюк, псевдонім — «Туршук» (у 1944 р. засуджений на 10 років ув'язнення як учасник УПА) та багато інших рунгурців, яким випала нелегка доля пережити тортури радянської системи:390—391.
Лютий 1951 р. приніс для рунгурських борців за соборність України велике горе. Все почалося ще у 1948 р., коли почали в Рунгурах, на кутку «Петрічєва» в урочищі «Юрашів», в густому буковому лісі, споруджувати дві укріплені підземні боївки. Ці підземні укріплення були сполучені між собою підземнем тунелем. Кожна криївка мала доступ до води, адже крізь неї проходив струмочок з протічною водою та виходив на зовні з відходами побуту. У таких укріпленнях група повстанців могла безпечно перезимувати. Проте в 1951 р. місцевий мешканець Рунгур, який постачав повстанцям припаси під час зведення криївок, здав їх сховища у лісі радянській агентурі. Він залишив на снігу відбиток своєї долоні в тому місці, де знаходилась криївка. Тож 9 лютого 1951 р. в лісному масиві Рунгур була проведена чекістсько-військова операція, в якій брала участь перша рота 331-го стрілецького полку (ВВ) МДБ (Внутрішні війська Міністерства державної безпеки) під командуванням капітана Максимова. Військову підтримку їм склали співробітники Печеніжинського РВ МДБ під командуванням капітана Чернявського. Під час цієї операції 9 лютого 1951 р. о 11:00 год було виявлено замаскований бункер.
МГБ після того, як виявили криївку, боялися, що це пастка з вибухівкою, тому спіймали кількох місцевих жителів та заставили їх відкопувати люк. Коли все ж таки МДБ помітили, що в криївці перебувають повстанці, то почали вести з ними переговори, привели родичів повстанців, щоб ті просили їх здатися живими, проте вони відмовилися. Повстанці почали вести збройний опір проти МДБ. Останні, в свою чергу, виходячи з цієї ситуації, о 19:00 год. підірвали боївку толом. До темноти спецслужби розкопали на тому місці п'ять тіл повстанців, які були стягнуті вниз до дороги, де їх опізнав місцевий зрадник, який раніше вказав на місцезнаходження підземного сховку. Зі спогадів місцевих, зрадник опізнавши трупи, сказав, що тут не всі повстанці та видав другу криївку, яка знаходяться вище 200 м від попередньої.
10 лютого 1951 р. той самий стрілецький полк ВВ МДБ відчув спротив українських повстанців, тож цю криївку вони теж підірвали, звідти було вийнято теж п'ять тіл повстанців. Загалом жертвами радянських спецлужб стало десятеро повстанців: Михайло Григорів — «Бор», Михайло Стефак  – «Підкова», Микола Прокопів  – «Райдуга», Михайло Андрусяк  – «Соловей», Дмитро Семенишин  – «Пугач», Дмитро Стефак  – «Лютий», і Андрій Дувірак  – «Чавун» (родом з Печеніжина). Решта троє трупів не були ідентифіковані радянськими спецслужбами, тож існує версія серед місцевих жителів, що це були лікар Шребет (з Великого Ключева), його співмешканка Ганна Тафійчук  – «Орися» (з Нижнього Вербіжа) та Михайло Ласійчук  – «Богун» (з Нижнього Вербіжа). Тіла загиблих спочатку були відвезені до РВ у Печеніжині, а потім поховані на старому цвинтарі в загальній ямі, що утворилася від вибуху снаряду.
Існували й інші дві укріплені підземні боївки УПА в Рунгурах, які знаходилися в лісі в урочищі «Решетів». Це був крайовий штаб УПА, обладнаний телефонами для зв'язку між криївками, зброєю і грошима. Після виявлення його спецслужбами НКВД партизани вибрали рішення покінчити життя в криївці, щоб не здатися живими в руки ворогу. Із криївки було витягнуто тіла трьох молодих повстанців і двох дівчат — радисток. Їхні трупи НКВД причепили до коней і волочили їх аж до самого Печеніжина, після чого тіла повстанців поскидали в нафтовий відстійник Печеніжинської рафінерії:129—130.
Указом Президії Верховної Ради УРСР від 7 червня 1946 р. с. Рунгури перейменовано в Новомарківку. Рунгурський хутір Слобода-Рунгурська, за указом Президії Верховної Ради УРСР від 7 червня 1946 р., виділено в окреме село і перейменовано на Слободу. Такі дії радянської влади вкотре підкреслюють наміри комуністів стерти з лиця землі справжню історію та переписати її під свою, яка не буде суперечити ідеям компартії:34. У березні 1946 р. була заборонена Українська греко-католицька церква (УГКЦ), що започаткувало масові репресії проти греко-католицького духовенства та вірян, а майно Церкви забрали, частково передали Російській православній церкві (РПЦ).
Після закінчення радянсько-німецької війни 1941—1945 рр. крок за кроком Рунгури почали повертатися до звичного життя, відбудовуючи місцеву інфраструктуру, що була практично повністю знищена в роки Другої світової війни. Власними силами і коштами місцевих жителів була реконструйована Церква, її частина у вигляді вівтаря, що складало десь одну четверту храму. Освячений храм 19 вересня 1948 р., що став тепер православного обряду, а не греко-католицького. Однак в 1962 р., у розпал хрущовської атеїстичної кампанії, вона була закрита формально з цієї причини, що церква в документах була зареєстрована як каплиця. У 1982 р. храм св. Архестратига Михаїла перетворений в музей дитячої творчості:36–38.
У 1952 р. в Рунгурах була збудована нова семирічна школа на тому місці, де раніше стояла попередня школа, що згоріла в травні 1944 р. У 1958 р. школа стала восьмирічною. Проте вже в 1977 р. в Рунгурах будівельники «Коломия-промбуд» збудували нову середню школу:36, 39. У селі був також збудований будинок культури та бібліотека, що наповнювалися літературою відповідного ідеологічного спрямування. Набуло поширення масове будівництво приватного житла. За період радянської влади до середини 1980-х рр. селяни спорудили 680 будинків. Більшість мешканців Рунгур отримали робочі місця на Коломийському лісокомбінаті:21.
Таким чином, за радянський період село втратило свою автентичну назву, офіційно ставши з червня 1946 р. Новомарківкою. З метою зупинити політику нової влади багато колишніх січових стрільців, оунівців 14 жовтня 1942 р. активно вступили зі зброєю в руках до лав УПА, ставши до боротьби з німецькими окупантами, а з вересня 1944 р. з комуністичним режимом[джерело?].

## Новітній час
4 лютого 1990 р. відбулося сільське віче, люди вимагали повернути селу його історичну назву. 11 березня 1990 року сесія сільської ради ухвалила відповідне клопотання до Верховної Ради.
11 червня 1993 р. Указом Президії Верховної Ради України селу повернуто назву Рунгури.